# 弥生みづき
弥生 みづき（やよい みづき、1998年12月7日 - ）は、日本のAV女優。LIGHT所属。

## 略歴
福岡県北九州市出身。2019年8月にAVデビュー。片想いだった男性を忘れるためにデビューした。憧れの男優は黒田悠斗でデビュー作で共演。「お嬢様大学生」の肩書でデビューしたが、のちに設定であり、当時はニートであったと答えている。
2年目からは主婦役なども増え、やがてマゾ作品が多くなる。この年には沢庵監督の『脅迫スイートルーム』でフェチ凌辱ものに挑戦。「なにもかも捨ててぶっ壊れる」「すべてをさらけ出して受け入れてもらう」という性の世界の深渕を知り、性癖となる。これを境にM作品が急増。仕事をこなすうちにSの気持ちもわかるようになり痴女役も増した。
スレンダー女優としてデビューし、2021年夏以降は肉体改造により豊満系女優として活動。
2022年9月2日、HHHグループによる「トリプルHAPPYキャンペーン2022」キャンペーンガール就任。この頃より痴女系お姉さん女優としてブレイク。痴女を演じるうえでのモットーは「痴女物で一番大事なのは、自分が楽しむこと」。2023年5月15日週FANZA動画フロアランキングにおいて、出演した『【祝春ギフト】【福袋】超絶大ヒット人気タイトル厳選ノーカット収録!15作品で35時間!まるごと2130分大収録!乳首びんびんどすけべ痴女BEST!!』（発売：かつお物産/妄想族）が1位を記録。同作は同年8月14日週にも1位浮上。
FANZA発表・2023年上半期AV女優ランキング4位。この結果を弥生自身はインタビューにてびっくりしたとともに、ありがたいと感謝を表明。作品数が増えたことが第一の要因と自己分析しているが、作品数よりも「今日の作品は良かった」「めっちゃエロいのが撮れた」と思える仕事を増やしたいと答えた。
FANZA動画フロア2023年9月度月間AV女優ランキングで2位を記録。FANZA動画フロア2023年10月度女優ランキングでも2位を維持。
2023年12月、アサヒ芸能編集部による「アサ芸AV大賞2023」でマルチプレイヤーぶりを評価され、最優秀女優賞受賞。
FANZA発表・2023年年間AV女優ランキング8位。
2024年2月12週FANZA通販フロアランキングにおいて、出演した『MOODYZファン感謝祭 バコバコバスツアー2024 AV男優発掘＆育成スペシャル!! AV男優を目指す素人16名とAV女優16名の1泊2日大乱交ツアー!』が初登場1位となった。FANZAレンタルフロアの2024年2月度月間女優ランキングで3位。
同年3月18日週FANZA動画フロアランキングにて、出演した『【VR】【8K VR】身も心もスッキリできる噂のメンズビューティーサロン 銀座店』（unfinished）が初登場9位にランクイン。
FANZA動画フロア2024年4月度月間AV女優ランキング6位。
2024年5月13日週FANZA動画フロアランキングにて『宗教勧誘に来た母娘の胸がエロかったので、部屋に連れ込んだら、肉オナホにできた話。 原作・KANIKOROの感動作を実写化！真実の先に待つ、純愛のカタチ。 新村あかり 弥生みづき』（ムーディーズ）が初登場9位を記録。FANZA動画フロア2024年5月度月間AV女優ランキングにおいて、2位ランクイン。FANZA動画フロア2024年6月度月間AV女優ランキングで3位ランクイン。FANZA動画フロア2024年7月度月間AV女優ランキングでも3位ランクイン。FANZA動画フロア2024年8月度月間AV女優ランキングで5位ランクイン。
2024年8月発売『月刊FANZA』同年10月号で発表された、FANZA2024年上半期女優ランキングで6位にランクインした。
9月16日週FANZA動画フロアランキングにて、先生役として出演した『マジックミラー号 保健体育の課外授業 現役女子○生の目の前でオトナの濃厚SEXを見せつける！思春期の性的好奇心に火を点けて初めての杭打ち騎乗位で中イキ体験2』が初登場10位ランクイン。FANZA動画フロア2024年9月度月間AV女優ランキングで4位ランクイン。FANZA動画フロア2024年10月度月間AV女優ランキングでは8位となった。
同年12月24日、光文社『FLASH』が独自集計した「FLASHセクシー女優ランキング2024」32位。
FANZA動画フロア2025年1月度月間AV女優ランキングでは4位となる。
同年2月10日週FANZA通販フロアランキングでは、出演した『MOODYZファン感謝祭 バコバコバスツアー2025 素人17名とAV女優17名の1泊2日大乱交 新世代AVオールスター覚醒！』が予約段階で初登場3位を記録。
2025年2月17日週FANZA動画フロアランキングにて前出した2024年発売の『マジックミラー号 保健体育の課外授業～』が再浮上し、ランキング1位を記録した。FANZA動画フロア2月度月間女優ランキング4位ランクイン。2025年4月28日週FANZA動画フロアランキングにて同作が2位まで再浮上。
ジーオーティー『月刊FANZA』2025年4月号で発表された「FANZA2024年下半期女優ランキング」で9位にランクインした。
2025年FANZA動画フロア5月度月間女優ランキング3位。
2025年6月16日週FANZA通販フロアランキングにて、『お世話焼きな彼女のお姉さんが甘～い誘惑尻コキ！デカ尻見せつけ杭打ちピストンで尻肉ぶるんぶるん最高のマン圧で金玉空っぽになるまで中出しで絞り抜かれた』（h.m.p）が初登場7位。
2025年7月7日週FANZA動画フロアランキングにて出演した『【VR】同窓会で帰省した幼馴染10人が僕とお見合い大作戦！～女だらけの田舎村で僕1人を奪い合う超ハーレム中出し大乱交～』（本中）が初登場10位ランクイン。同年7月度FANZA動画フロア月間AV女優ランキングでは4位を記録。

## 人物
小学5年生でSM掲示板に出会い、メールで調教を受けエロと出会う。両親は厳しかったため、実際に性体験をしたのは大学進学後。
大学で大阪に出てきたが、ろくに通学せず逆ナンパしての男漁りに明け暮れ300人ほど経験したのち単位が足りずに中退。この経歴から博多弁と関西弁の演技が得意。当時は新たな土地に移るたびに言葉が恥ずかしかったため、完全になじむように矯正していたことが方言の役回りに活きている。単位が足りなくなり大学は中退。親に叱られ地元に強制送還。百貨店・時計売り場で勤務したが、箱から抜け出したくなる上京、ノリでAVデビュー。親の手前事務職にも就いたが、デビュー後に辞めている。
AV女優を経験してビンタされる（尻より顔）のが好きだと気付いた。無理強いして行ってもらうのは好みではなく、「ビンタをしてくれる人が好き」だという。
2023年に入り、「母性」がテーマの作品が増え、より理解するために母性の専門書を読み、「母性＝無償の愛」と解釈したという。
AVについては「非日常な世界だけれど、日常生活には必要不可欠なもの」と位置づけている。
AVプロデューサーの智子は「淫語ラッパー女優」と言葉責めの秀逸さを例え、一言でいえばAVの天才と評している。また複数人出る作品では「回し役」ができる、司令塔ができる女優と称している。

## 出演作品

### アダルトDVD
- 美少女み～つけた。 田舎のお嬢様女子大生が3年間片想いのあの人を忘れたくてAVデビュー 弥生みづき（8月13日、MOODYZ）
- こう見えてド変態現役女子大生 中年オジサマのくっさい精子が好きすぎて口内と膣中で金玉汁いただきます。（8月25日、kawaii*）
- 【激レア個撮】制服好きな親父ナンパ師がハメ撮りした今時ギャルちゃんを後日大人5人で犯しました。（9月27日、MERCURY）
- 日常的な近親相姦NTR（9月27日、MERCURY）
- 隙あらば私に突っ込みたがる性欲モンスターの義息 弥生みづき（10月4日、光夜蝶）
- 弟に配信（さら）される私。 弥生みづき（2019年10月4日、NON）
- 素人女子大生ナンパ! SEX の途中でコンドームポイっ! デカち●ぽ気持ちよすぎて涙目アへ顔お嬢さんに『ピル飲んでよ』イケボで生ハメ交渉。ま●この中にぶっ放した後、アフターピル飲む姿まで完全収録!（10月11日、赤面女子）
- 処女の香りを纏う制服美少女が魅せる濃厚セックス 美尻が波打つ絶頂騎乗位で淫乱に染まり、愛液と精液に咽ぶ無垢な娘との性欲の一夜 弥生みづき（10月13日、オーロラプロジェクト・アネックス）
- 調教され続けた私…。中出しマゾ奴●に堕ちてゆきます。弥生みづき（10月19日、チキチキカマー/妄想族）
- 全弾ごっくん連続フェラチオ（2019年10月25日、SEX Agent/妄想族）
- 私、彼氏の目の前で、引きこもりの同級生とその家族に凌辱され種付けされ続けるの… そう、これから毎日…。 弥生みづき（10月25日、オーロラプロジェクト・アネックス）
- 私、脅迫されてます 弥生みづき（11月1日、光夜蝶）
- 濡れてテカってピッタリ密着 神スク水 弥生みづき 可愛い女子のスクール水着姿をじっとりと堪能! 着替え盗撮から始まり貧乳から巨乳にパイパン、ハミ毛、ジョリワキ等のフェチ接写やローションソーププレイやスク水ぶっかけに生中出し等を完全着衣で楽しむAV（11月7日、親父の個撮）
- 素人ナンパGET!! No.206 真夏の汗だくビキニフェス編（2019年11月7日、桃太郎映像出版）
- 顔出しMM号 女子大生限定 ザ・マジックミラー 素人娘が初めての潮吹き直後にデカチン挿入! 恥じらいながらも人前でイキ潮を吹いてしまったJDオマ○コは戸惑う間もなくデカチン激ピストンで連続絶頂！イキ漏らしが止まらない!! in池袋（11月7日、DEEP'S）
- 清楚で色情狂な制服美少女と過ごす濃厚で卑猥な温泉旅館お籠りハメ撮り 弥生みづき（11月13日、オーロラプロジェクト・アネックス）
- 思わず勃起してしまうもろパン美少女 みづき 弥生みづき（11月14日、フェチ眼）
- 【盗撮】制服娘とナマパコしたので隠し撮り動画を販売します。 TIKC-039（11月19日、チキチキカマー/妄想族）
- 地方局女子アナガチナンパ 生放送後に奇跡のAV出演→包茎男子と生中出しSEX（11月22日、赤面女子）
- 新卒社員お貸しします。VOL.002（11月22日、S級素人）
- パンティストッキングフェティシズム～変態的着衣性交～ 弥生みづき（11月25日、SEX Agent/妄想族）
- 超ドS痴女のオナ指示 ～変態ドMを快楽へと導く絶頂コントロール～（11月25日、SEX Agent/妄想族）
- お願いだから許してください。 弥生みづき（11月29日、光夜蝶）
- 義父さんは、私を離さない 弥生みづき（11月29日、NON）
- 周りに清楚扱いされてる姉は実はドS。その事実を知る僕に淫語を浴びせながらチ●ポを弄び、射精管理するのが好きな姉を何とかしてください。（11月29日、NON）
- 悲劇の寝取られ山ガール 唾液と愛液と精液が混じり合う獣欲の山荘 弥生みづき（12月13日、オーロラプロジェクト・アネックス）
- 偏差値70超え高学歴お嬢様大学生 見た目のギャップが半端ないSEX依存中毒貞操観念崩壊ヤリマン21歳みづきちゃん (仮名)（12月13日、S級素人）
- 嫁の連れ子がハニカミ誘惑 無防備見せつけ挑発パンチラに我慢できない 弥生みづき（12月13日、MOODYZ）
- ガチナンパ! IN 真夏の湘南 今夏撮りたて! ビキニ女子大生を追い込みピストンで連続潮吹き! 失神寸前SEX! 142イキ! 17発射!（12月15日、ピーターズ）
- 終わらない杭打ちピストンフェラチオ～我慢しないでイキまくった結果死ぬほど連射した～（12月25日、SEX Agent/妄想族）
- 汗と唾液の臭いに塗れて、彼氏の前で何度も子宮に注がれる濃厚精液… あゝ中が熱い… 妊娠しちゃう…。 弥生みづき（12月25日、オーロラプロジェクト・アネックス）
- 幼馴染の従妹が4日間帰省してくるので、家族には秘密で彼女と4日間ずっとハメまくった記録 (仮) 弥生みづき（12月25日、h.m.p DORAMA）
- 地味で天然のフリーター娘は、ほんとはエロ話に興味津々。そして、チ●ポに酔いしれる。 弥生みづき（12月27日、光夜蝶）
- 男の臭い匂いで変態スイッチの入る母さん、とうとう大人になった僕の匂いで発情し、僕のカラダを弄ぶ。僕はされるがまま母さん専用バイブに堕ちてしまった。（12月27日、NON）

- 妻が近くに居ても誘惑してくる姪っ子の密着ねっとりピストン 弥生みづき（2020年1月1日、MOODYZ）
- え…お姉さん!? 彼女と間違って即ズボ 突然のチ○ポに発情して中出しを求め続けられた僕。 弥生みづき（1月1日、ワンズファクトリー）
- リアル素人縁結び企画 憧れの同僚社員とデキるかな? お節介すぎるほどお世話します! 二人っきりにさせて生盗撮8（1月10日、ホットエンターテイメント）
- 親族相姦 きれいな叔母さん 弥生みづき（2月1日、VENUS）
- 彼氏と喧嘩し締め出された隣人の薄着姿があまりにもエロいので… Vol.2（2月7日、プレステージ）
- 新妻が朝帰りした理由 同窓会で寝取られて 弥生みづき（2月7日、アタッカーズ）
- ナンパ即ハメ!! 3 釣り上げた新鮮女子大生とスグやりたい! ～ラブホまで待ってられない～（2月10日、ホットエンターテイメント）
- 私、実は夫の上司に犯され続けてます… 弥生みづき（2月13日、溜池ゴロー）
- 民泊先のナマイキな小娘とガチ恋に堕ちた3日間… 僕のチ○ポで性が目覚め自ら腰を振り続けて恥ずかしそうにイッた 弥生みづき（2月13日、MOODYZ）
- リクルートスーツ就活生 Vol.001（2月14日、BAZOOKA）
- 想像できない誰にも見せられない有名私立女子●生の本性丸出しナマ交尾08（2月14日、宇宙企画）
- 一般男女モニタリングAV しごいてしゃぶってヌキまくり!! 大手航空会社勤務の憧れのキャビンアテンダントが無数に生えた壁ち○ぽの即ヌキに挑戦! 3 フル勃起ち○ぽに囲まれ恥じらいながらもオマ○コが濡れてしまった黒パンスト美脚CAはザーメンまみれでノンストップ射精S…（2月19日、DEEP'S）
- 狩られた女子学生 弥生みづき（2月25日、オーロラプロジェクト・アネックス）
- 『泡のヌルヌルが気持ちいいんだもん…』うぶな女子○生が超密着泡洗体マッサージ! 密着おっぱい洗い、生デカチン泡泡素股マッサージでおま○こヌルヌルになっちゃって…（2月28日、プレステージ）
- はじめて彼女ができたので幼なじみとSEXや中出しの練習をする事にした 弥生みづき（3月1日、MOODYZ）
- 「立派なオチ○ポしてるわね」友達の母親は性欲モンスター! 童貞を奪われた僕 弥生みづき（3月1日、VENUS）
- 夫の目の前で犯されて― 恩師との再会 弥生みづき（3月7日、アタッカーズ）
- ナチュラルハイ イカセ特化型レーベル「アクメ.1919」大全集 8時間（3月12日、ナチュラルハイ）
- 「ぜんぶ出してイイよ」極上美少女との悶絶性交 全部新作撮り下ろし!（3月13日、オーロラプロジェクト・アネックス）
- 素人女子大生ガチナンパ! 夢のJD一人暮らし部屋におしかけその場で生ハメ鬼ピス激イカセ! 爆飛び精子をドピュドピュぶっかけ! ～超絶かわいい子ばかりの神回スペシャル～（3月13日、赤面女子）
- 年の差30超え。 おじさんの事が好き過ぎる彼女がニコニコ泊まりに来たので、時間も忘れて家中でひたすらハメまくった記録。 弥生みづき（3月13日、無垢）
- どっく あまちゅあ ちゃんねる vol.6（3月27日、プレステージ）
- 街角シロウトナンパ！ vol.82美人妻をガチ口説き。5（3月27日、プレステージ）
- 『生でもいいよ…』清拭中に勃ってしまったデカチンを他の患者にバレないように布団の中の密着汗だくSEXで何度も中出しさせてくれる美人ナース2（3月27日、プレステージ）
- シロウトTV×PRESTIGE PREMIUM 38 バイトの延長感覚で撮られた、素人アイドル達の初出し映像!（3月27日、プレステージ）
- 定年退職してヒマになったドスケベ義父の嫁いぢり 弥生みづき（4月1日、VENUS）
- 素人ナンパHunters イヤ! イヤ! 無理!とか言いながら… 結果、勃起チ●ポが大好きだった’隠れ淫乱’素人21人（4月7日、桃太郎映像出版）
- 絶対にバレてはいけない秘密の関係。自分を好きすぎるけなげなひよこビッチにところかまわず誘惑されて… 2nd（4月9日、ひよこ）
- 街角シロウトナンパ! vol.83 あなたよりエロい友達（ヤリマン）を紹介して下さい! 11（4月10日、プレステージ）
- 顔に似合わずお下品に股を開く援助女子●生に生中出し! 2（4月10日、宇宙企画）
- 史上最高レベルにかわいい素人9名完全撮り下ろし永久保存版! 奥までズッポリ絶倫ピストンディルドオナニー2（4月10日、S級素人）
- 舞ワイフ ～セレブ倶楽部～ 133（4月23日、AROUND）
- 痴●を断れず濡れてしまう敏感女子○生を何度もつま先立ちバックでイカせまくる（4月23日、DANDY）
- なぁ兄貴、俺みたいなクズに自慢の嫁がとっくに寝取られている気分はどうだ? 弥生みづき（5月1日、プラネットプラス）
- 黒人騒音NTR 弥生みづき（5月7日、JET映像）
- おじさんの舌をフェラチオのように吸い…心からおじさんといちゃいちゃしてくれる。おじさんのことが好きすぎる天使のような美少女ひよこ女子といちゃいちゃSEX 2（5月8日、ひよこ）
- 隣に住む美人妻に引っ越しの挨拶を装い眠剤混入菓子折りで眠らせ媚薬を塗りたくりチ○ポを即ズボ! 媚薬が効き目を覚ました人妻はエロ覚醒し何度も中出しを求める…（5月15日、プレステージ）
- 恋愛経験はひよこレベルの女子○生に媚薬まみれ極デカち○こで鬼イラマチオ。厳ついイラマ責めの喉奥刺激で口内絶頂…喉奥射精に発情したグショグショおま○こに何度も中出し…（5月22日、プレステージ）
- 川の字で寝ていた彼女が僕の真横で親友に夜●いされて完堕ちしている 弥生みづき（5月25日、h.m.p DORAMA）
- 女子○生まるっと240分 ～欲望全開の変態オヤジに踏みにじられ穢された女子○生たち～（5月25日、ホームルーム/妄想族）
- ＃きゅんきゅん＃LOVE（5月29日、バリカワ）
- 僕をおもちゃにしていじめる淫乱なお姉さんたち（6月5日、h.m.p）
- 女装娘と痴女 彼氏に強制女装させて興奮するド変態美少女 弥生みづき（6月7日、犬/妄想族）
- 天使のような激カワ女子○生は硬いおち○ちんが大好きで、マ○コびちょびちょアヘアへ動画が撮れたのでこっそり発売しちゃいます。美少女やよいちゃん編（6月11日、SWITCH）
- 結婚前夜、大好きなお兄ちゃんとイケない思い出作り 弥生みづき（6月12日、ヒメゴト）
- 雑魚寝してたらボクの布団に友達の彼女が潜り込できて… 4寝ぼけキスには彼氏のフリして応じておいて 目覚めて拒否るカノジョに「こんなに勃起させたのキミだから」とイキ声ガマンさせ何度も奥突き!（6月12日、Z-MEN）
- こんな子とやりたい! 笑顔ときどきイキ過ぎ注意 弥生みづき（6月13日、S-Cute）
- 一般男女モニタリングAV 素人大学生の性欲徹底検証 朝までエッチしなければ賞金10万円! 終電を逃した男女の友達はラブホテルで2人っきりになったら1発10万円の連続射精セックスに挑戦してしまうのか!? 8 彼氏がいてもラブホテルのエッチな雰囲気に呑まれた女子大生オマ…（6月19日、DEEP'S）
- 「一週間、射精するの我慢出来たらエッチさせてあげる!」僕のち○ぽを刺激し続ける小悪魔な妹の誘惑 弥生みづき（6月19日、ROYAL）
- 妹のオナニーを目撃した…（6月20日、STAR PARADISE）
- 職場のあの子と… ビヤクで××しませんか!? 2（6月26日、プレステージ）
- リピーター続出! お触りNG店の新人エステティシャンはお願いされたら断れない。セクハラお触りでフル勃起したデカチンを立ちバックで生挿入! 足腰ガクブル痙攣ガチイキ! ピクピクひくつくオマ○コに連続中出し!?（6月26日、プレステージ）
- 白濁愛液ベットリ!\ 素人娘が初めての黒ディルドオナニー 1（7月1日、OFFICE K’S）
- 完全主観で楽しむ弥生みづきとの新婚生活（7月1日、プラネットプラス）
- おふたりさまナンパ 1 シロウト娘ナンパ狩り!! 17（7月3日、プレステージ）
- 秘書in...（脅迫スイートルーム） 弥生みづき（7月3日、ドリームチケット）[7]
- 今日も妻を寝取られて。（7月3日、光夜蝶）
- セックスより気持ちいい高○生の初めての口内射精 フェラチオ優等生15人 第2巻（7月7日、桃太郎映像出版）
- お尻大好きしょう太くんのHなイタズラ 弥生みづき / 有村のぞみ / 大浦真奈美（7月9日、グローリークエスト）
- 連続中出し濃密メンズエステ! 無限射精種絞りオイルマッサージ 弥生みづき（7月16日、MAXING）
- 巷に溢れるHな噂 徹底検証ドキュメント!! 03（7月17日、プレステージ）
- どこでもおしっこ! 素人娘の大放尿40人 スロー再生でじっくり鑑賞できるマニア向け映像 3（7月19日、かぐや姫Pt/妄想族）
- 至近距離に家族がいるのに… 僕を好きすぎる妹の悶絶フル勃起誘惑 弥生みづき（7月19日、ROYAL）
- 両親の居ない日、僕たちは3人の妹と精子が枯れるまで1日中ヤリまくった。（7月24日、TMA）
- 私たちキョウハクされてます 3（7月31日、光夜蝶）
- Ma○ko Device BondageXVI 鉄拘束マ○コ拷問 弥生みづき（8月6日、グローリークエスト）
- 気まぐれで僕の童貞を奪った1コ下の幼なじみ、実は僕にぞっこんLOVEだったみたいでイチャラブSEXしまくった日々 弥生みづき（8月7日、h.m.p）
- 素人娘の全裸図鑑 13 今時の女の子12名が恥らいながら脱衣していく様子をじっくり撮影した、変態紳士のためのヘアヌードコレクション（8月7日、かぐや姫Pt/妄想族）
- 毎日俺のお見舞いに来てくれる彼女は毎日病室で俺の父親とセックスしていた 弥生みづき（8月7日、かぐや姫Pt/妄想族）
- 『みづきは今春、上京したばかりの女の子なのに なんでこんなひどい目に遭うんだ…』 弥生みづき（8月7日、アタッカーズ）
- ミスターミチル5周年記念専属女優オーディション Vol.5（8月13日、Mr.michiru）
- アイドル声優 Mちゃん ※拡散厳禁（8月13日、あっぷるぱい）
- 「マジ天使!?」骨折してオナニーできない僕のチ●コは我慢の限界! それを見かねた美人ナースは使命感に駆られたのか優しく手を添えてくれ… 8（8月14日、プレステージ）
- 寝起きノーブラ状態で笑顔で明るく朝からゴミ捨て場を毎週掃除する近所の人妻の乳首を見たボクは、つい…。（8月14日、SCOOP）
- 博多から上京してきた姪っ子と過ごすアブないイタズラ生活 弥生みづき（8月20日、STAR PARADISE）
- 欲求不満な人妻の 濃厚じゅっぽりフェラチオ ぐちゅぐちゅオナニー（8月20日、STAR PARADISE）
- AVの撮影現場にやってきた美人メイクさんと超濃厚交尾 弥生さん 弥生みづき（8月22日、JUMP）
- 催淫洗脳された美少女姉妹は嫌がりながらも淫乱ビッチになっていた 弥生みづき 山本蓮加（8月25日、ダスッ!）
- 性帝サウザー 002 まみや ～坂道卒業生! 精子ゴク飲み～（8月28日、TMA）
- 可愛い顔してデカ尻!! 弥生みづき（9月1日、MARRION）
- わたしね、おじさんとパコパコするとオマタがジンジンするの。（9月4日、光夜蝶）
- 喪服妻の湿ったパンスト 弥生みづき（9月7日、アタッカーズ）
- 私のカラダを求める妹は今日も笑顔でキスを迫る…。 没頭する濃厚接吻、背徳的姉妹レズビアン絶頂 弥生みづき 渚みつき（9月7日、ビビアン）
- 平日の暇な時間帯のメンズエステでW施術を薦められてお願いしたら欲求不満な奥さまセラピストに連続射精させられた VOL.2（9月10日、DANDY）
- マジックミラー号ハードボイルド 飲み会中のほろ酔い女子大生がペニスリング・ローターを初体験! 激震チ○ポで何度もイキ潮を吹かされた素人娘にこっそり中出し! さらに「あなたよりヤリマンな友達を紹介して♡」と呼んでもらったSEX好きJDと中出しの限界に挑戦（9月10日、サディスティックヴィレッジ）
- カワイイ女子○生とエッチするために僕は教師になったんだ! 3（9月10日、SWITCH）
- 奇縄 失われた恥毛 第六章 弥生みづき（9月10日、バミューダ）
- ストリップ劇場ニュー目黒DXマル秘ヌキ本番サービス（9月11日、SCOOP）
- だめ… お義父さん!! やめてください…。旦那が寝ているすぐ隣で義父のデカ○ンに突かれて仰け反り絶頂イキした妻（9月11日、SCOOP）
- 純真無垢な美少女 赤裸々なカラダ観察 & オナニー10人4時間（9月13日、無垢）
- 何も知らない人気AV女優をベッドが壊れるほどのピストンで即ハメ即尺SEX 弥生みづき（9月16日、MAXING）
- 放尿する102人102発!（9月17日、グローリークエスト）
- ゾウさんパンツでフェラ11人 ブリーフの先っちょからチ●ポを引っ張り出して喉奥でグポグポする気持ちいいフェラチオ2（9月19日、かぐや姫Pt/妄想族）
- マンションの廊下で寝ていた 蒸れ蒸れパンストの泥●OLを連れ込んで（9月20日、STAR PARADISE）
- 神カワ陽キャ妹が実はラブホ未体験! 「お兄ちゃんラブホに連れてって」とせがまれた僕は積極的に迫ってくる妹に我慢できず激しい中出しSEX!!（10月9日、プレステージ）
- 暴風雨でずぶ濡れになった幼馴染と理性を失うほど絡み合った情愛性交。 弥生みづき（10月13日、ダスッ!）
- どんな女でも絶対にイカせる玩具で何度もガチイキするアヘ顔晒しオナニー 2（10月15日、グローリークエスト）
- フェラ友ごっくんデート 弥生みづき（10月19日、山と空/妄想族）
- ホイホイぱんち 6 素人ホイホイZ・個人撮影・マッチングアプリ・ハメ撮り・素人・SNS・裏アカ・顔射・OL・美乳・むっつり・清楚・スレンダー（11月1日、素人ホイホイ/妄想族）
- 【完全主観】方言女子 北九州弁 弥生みづき（11月6日、h.m.p）
- 見ただけで勃起するレベルのエロ尻…気ままで怠惰なエロボディお姉さんのビッチな一日。弥生みづき（11月6日、クリスタル映像）
- 「お姉ちゃんやめて…」「ごめんね…」いじめっ子の命令に逆らえない超仲良しのお姉ちゃんがボクのチ○ポを使って強制近親相姦!（11月7日、Hunter）
- 『お兄ちゃんもっとエッチしよう!』『まだまだ全然足りない!』『パパとママ明日帰ってきちゃうんだよ!』今まで我慢していたのにお兄ちゃんと飽きるまで何度も何度もエッチしちゃった!!!（11月7日、Hunter）
- 完全撮りおろし 乳首でイク女たち オーディション参加者15人! 寄りと引きの固定カメラで乳首イキを完全収録 乳首フェチがオナニーするための動画＋逆乳首攻めで男もイカす15人分（11月12日、Mr.michiru）
- 生意気な同僚女子が仕事のミスを謝罪してきたので「おパンツ見せてくれたら許す!」と言ったら超イヤな顔しながら見せてくれたので…（11月13日、プレステージ）
- 街角シロウトナンパ! Vol.94 女子大生をガチ口説き。15（11月13日、プレステージ）
- ラブホテルに男を呼んで性欲を満たしまくるセックス狂女子2人の汗だく3P記録（11月13日、バルタン）
- 洗脳 潜入捜査官 弥生みづき（11月19日、バミューダ/妄想族）
- SNSで露出実況を生配信中の見せたがり露出狂に凸してみた。（11月19日、山と空/妄想族）
- 終わらない杭打ちピストンフェラチオ2（11月25日、SEX Agent/妄想族）
- 金粉野外露出 弥生みづき（12月1日、バミューダ）
- お色気P●A会長 & 悩殺女教師と悪ガキ生徒会 瀬崎彩音 弥生みづき（12月3日、グローリークエスト）
- 妻の寝取られ顔が、一番エロいと感じるのは、俺だけだろうか?（12月4日、光夜蝶）
- ねぇ、今日はお父さんたちが帰ってくるまで何回しよっか?（12月4日、NON）
- 巨乳妻さん限定ナンパ! 媚薬モニタリングのつもりが発狂潮吹きSEXまでしちゃいました! Vol.2（12月15日、ロータス）
- 優等生J●は全裸露出がお好き♡「誰かにバレたらどうしよう!?」と、放課後にセルフ露出するJ●。その一部始終を目撃してしまった僕は…vol.3（12月18日、プレステージ）
- 素人なのにディルドオナニーで激しく感じちゃう一般人娘6（12月19日、かぐや姫Pt/妄想族）
- トビジオっ! EVENING NEWS 本番中、ずっと潮吹きっぱなし・失禁しても平然と原稿を読み上げる女子アナ（12月24日、SODクリエイト）
- 裏手コキクリニック ～完全版～ 「医療現場の今…」 性交クリニック 12 選抜された看護師4名による業務的エキスパート中出し性交処置180分 + スペシャリスト吐精看護総集編180分 6時間SP（12月24日、SODクリエイト）
- 誘惑ちん舐め顔～勃起したちんちんを見てると咥えたくなるフェラチオ好き女子たちの貪欲な口奉仕～（12月25日、SEX Agent/妄想族）

- 昔はカッコよかったお姉ちゃんがデリヘルで働いているのはなぜだ？ 弥生みづき（1月1日、プレステージ）
- もう、ママしか食べられない。（1月1日、光夜蝶）
- どうしても客喰いグセが治らないんです! 超健全なリラクゼーションサロンで働いている私は、ダメと思いつつも男性客を見ると興奮してしまうエロい女…（1月7日、Hunter）
- 危険日直撃!! 子作りできるソープランド26 Mr.michiru 5周年記念専属女優オーディション演技審査作品 卯水咲流 赤瀬尚子 弥生みづき（1月8日、Mr.michiru）
- 言いなり妹 中出しSEX 弥生みづき（1月12日、K-Tribe）
- 高嶺のイチャラブ痴女子さん 冴えないデブ禿ニートの糞野郎を捨て猫のように飼う。（1月12日、MERCURY）
- 見られたがり制服美少女痴女の絶対領域 Vol.002（1月15日、BAZOOKA）
- 超高級M女専門サロン 即尺 & 輪姦VIPコースで生ハメエンドレス5P調教 弥生みづき（1月19日、ドグマ）
- 彼女と新婚ごっこ!? 初めっからベッタベタ密着! 制服お泊りレズカップル 弥生みづき 若宮穂乃（1月19日、レズれ!）
- 唾液ダラダラ接吻痴漢 清楚に見えて濃厚な密着ベロキスでオヤジを虜にする痴女子大生（1月21日、ナチュラルハイ）
- カフェ娘連鎖痴漢 営業中の店内でイキ堕ちた言いなり店員を利用する数珠つなぎ痴●計画（1月21日、ナチュラルハイ）
- カワイイ女子○生とエッチするために僕は教師になったんだ! 13（1月21日、SWITCH）
- 美脚奥さんはチ●ポに飢えてる 結婚以来初めての他人棒と貪り合う濃厚セックス 弥生みづき（1月23日、Shark）
- DMスマ即撮影 激レア生本番 渋谷-大宮-池袋 女子校生限定 スマホ縦撮りハメ動画（1月27日、First Star）
- 美人妻差し出しサークル 弥生みづき 真宮あや（2月4日、グローリークエスト）
- 巨乳いもうとの中出しエスコートセックス 弥生みづき（2月9日、K-Tribe）
- 街角シロウトナンパ! vol.101 ハロウィンナンパ2020in渋谷★（2月12日、プレステージ）
- 生中出しアイドル枕営業 Vol.014（2月12日、BAZOOKA）
- エロ医師たちの猥褻検診 盗撮おさわり診療室（2月23日、カリマンタン）
- 酔うと誰のチ○ポでもしゃぶりたくなるフェラ魔に豹変!! おじさんに憧れる若妻（2月25日、コスモス映像）
- 漫画研究部のオタ女子二人とセックスの研究をしまくった文化祭前夜（2月25日、h.m.p DORAMA）
- 催●術で100倍気持ちよくしてくれるって嘘でしょ! 2 弥生みづき（2月25日、ヒプノシスRASH）
- 今からこの娘の口内を犯していきます（2月27日、光夜蝶）
- ベロちゅうしながら私のねばとろ唾液でチ○ポしごかれたいの?（3月4日、グローリークエスト）
- MM号特別編 仲良しAV女優2人組が「心を合わせて脱出ゲーム」に挑戦! キス/おっぱい揉み/電マ/フェラ/中出しセックスから一つを選んで2人の選択がピッタリ合ったら見事脱出! 失敗したら選んでしまったHな罰ゲーム! 恥じらいつつも最後は2人仲良く中出しセックス…（3月7日、DEEP'S）
- あなたよりエッチな知り合いを紹介してください! 4 スケベな子の友達はヤリマンのハズ! 誰が見ても何度ヤってもエロい‘すべらない女子’をハメ倒す!（3月10日、ホットエンターテイメント）
- 巨チン姦 口が裂けちゃう!（3月12日、REAL）
- 週末、両親不在で… 僕の部屋は爆乳ビッチ達の溜まり場と化した。（3月13日、E-BODY）
- 結婚式終わりの清楚系美女を連れ込みナンパ! ナマ中出し!（3月15日、ピーターズ）
- バミューダ8周年特別企画 妖獣人姦 これがあの… 弥生みづき（3月19日、バミューダ/妄想族）
- 女肉が揺れる! 騎乗位ピストン～デカ尻編～（3月25日、SEX Agent/妄想族）
- わたしナマで浮気します! みづき28歳Fカップ（3月25日、堅者の食卓/妄想族）
- 家族の危機はエロで乗り越えろ! 自宅で開業、親子催眠ヘルスが大当たりして特売娘の潮吹き大セール 弥生みづき（3月25日、ヒプノシスRASH）
- 初恋の姉と… ちょっぴり切ない純愛生活 弥生みづき（3月27日、ビッグモーカル）
- 「オチンチン大きくなっちゃったから一緒にオナニーしよっか!?」 広告を見て小遣い欲しさでやって来た女の子に行っていた暴走行為 8名収録（3月27日、JUMP）
- 脅迫肉便器（4月2日、光夜蝶）
- 終電を逃したそこのラブラブカップルさん!!偶然たまたま方向が同じなので良ければ我々大事な彼女さんとタクっていいですか! 10（4月7日、JET映像）
- 唾とオシッコで溺死したい 弥生みづき（4月8日、RADIX）
- デカ尻女子○生にバックからねじこみ即ハメ! 家事代行バイトで自宅にやって来た制服美少女のパンチラ肉感尻の誘惑に我慢の限界! 無理やり奥までデカチンぶちこんだ後は、何度イってもやめてあげない追撃ピストンで気絶するまで生セックス三昧!（4月9日、赤面女子）
- キャットスーツで嗚咽ハードイラマ 完全拘束交尾（4月9日、REAL）
- 会員制お手伝いさん ～予約で3ヶ月待ちの家政婦を指名したら… 弥生みづき（4月16日、MAXING）
- 黒人巨大マラ破壊 黒い巨砲 弥生みづき（4月19日、バミューダ/妄想族）
- 媚縛潜入捜査官 11 縛られて薬漬けにされる美人の捜査官（5月1日、ワルハラ）
- 湯けむり天獄 ～縄情の宿～ 19 天縄美月 編（5月1日、ヴァンアソシエイツ）
- No.1バニーガール史上最悪の恥辱 6 弥生みづき（5月6日、グローリークエスト）
- 厳選エロ可愛い娘12人 4時間 パイパン女子編（5月13日、クリスタル映像）
- 恥辱の教室 剃毛女教師 弥生みづき（5月19日、バミューダ/妄想族）
- 止められない姉妹相姦 汗かき密着お風呂ビアン（5月19日、レズれ!）
- 制服緊縛 縄の快感が忘れられない、奴●になってでも縛られたい私…。 弥生みづき（5月25日、AVS collector’s）
- 中出し緊縛レイプ（6月1日、ワルハラ）
- 変態妻野外露出（2021年6月1日、ワルハラ）
- 笑顔が素敵でデカ尻な息子の嫁に性処理代わりに毎日精子を飲ませていたら、 三度の飯よりごっくん大好きなド変態精飲ビッチになった。 弥生みづき（6月1日、LUNATICS）
- 大嫌いな義父に…。気持ち悪い叔父に…。媚薬を盛られチ○ポを奪い合うほど発情し逆3Pでイキまくる巨乳姉妹（6月10日、ナチュラルハイ）
- 弥生みづき 濡れてテカってピッタリ密着 神競泳水着 ロリ可愛い女子の競泳水着姿をじっとりと堪能! 着替え盗撮から始まり貧乳から巨乳にパイパン、ハミ毛、ジョリワキ等のフェチ接写やローションソーププレイや競泳水着ぶっかけ等を完全着衣で楽しむAV（6月10日、親父の個撮）
- 初夏スペシャル! トビジオっ! 特報NEWS 勤務中ずっと痙攣・潮吹きっぱなし・失禁しても平然と原稿を読み上げる小倉由菜アナウンサー（6月10日、SODクリエイト）
- 制服少女たちの綺麗な髪に発射したい（6月10日、RADIX）
- 電脳特捜インスペクターG 狙われたインスペクター・ミオ 電脳空間に潜む邪悪な罠 弥生みづき（6月11日、GIGA）
- 母と娘 輩達の鬼輪姦の末、絶望交換種付け 「あゝ私の目の前で、彼氏（婚約者）がお母さんの中に射精して、私の膣中には....」弥生みづき 川上ゆう（6月13日、オーロラプロジェクト・アネックス）
- おじさん嫌いのパパ活女子にちょいギャルオヤジが激ピストン!! 「フニャチンだったのに…挿入したらギンギンじゃん…!!」（6月19日、kira☆kira）
- 美少女系AV女優の久留木玲と弥生みづきが童貞を家族のすぐ側でバレずに射精させればさせるほど賞金GET!の過激ミッションに挑戦!（6月19日、DEEP'S）
- いじわるご奉仕 癒しの巨尻ソープ嬢 弥生みづき（6月19日、MARRION）
- 自宅に呼んだ働くうぶ娘（ピザ屋/古本買取り/家事代行）に下品なSEXを見せつけて巻き込み混合3Pを楽しむ変態カップル （6月24日、ナチュラルハイ）
- コスプレイヤーオフパコ個人撮影 001美月 (21)「私以外としてないよね?」独占欲強め性欲強めの奉仕型ドMレイヤー（6月25日、 TMA ）
- アイドル級の笑顔がオヤジのザーメンまみれ! 清楚風ドスケベ女子大生がコスプレファックで中年チ●ポ完全チン圧!! 弥生みづき（6月26日、オイスター海運）
- 剃毛緊縛 茂みを剃られて縛られて姦淫!（7月1日、ワルハラ）
- 阿鼻叫喚 女スパイ拷問熱湯責め（7月7日、シネマジック）
- 「覚えてる? 昨日は嬉しかったよ!」朝起きたら部屋に下着姿の同期女子社員!（7月7日、Hunter）
- 痴感オフィスレディ～痴漢されて感じてしまうOL達～（7月7日、下半身タイガース/妄想族）
- 完全顔出し現役ナースをガチナンパ! 白衣の天使がEDに悩む男を改善! ギン勃ちしたら喜んで中出しセックスまでさせてくれました!（7月8日、アイエナジー）
- 今年女子○生を卒業し、女子大生になって上京した妹が、久しぶりに帰ってきたら、Tバックぷりぷり尻とすっごいことになっていてムラムラ勃起! 都会の女ってエロいよ!!（7月8日、SWITCH）
- 【個撮】どこでもフェラ3 11人（7月19日、かぐや姫Pt/妄想族）
- 乳首ビンビンデカ尻女子校生は僕達の性欲処理肉便器 弥生みづき（7月25日、デジタルアーク）
- 痴漢教室（8月1日、ワルハラ）
- 喉責め絞首刑（8月1日、ワルハラ）
- 強制レズビアン計画 ～密室監禁された2人の実験体少女～ 弥生みづき 渡辺まお（8月7日、ビビアン）
- 「あなたの射精をサポートします!」宅配センズリサポーター 弥生みづき（8月7日、犬/妄想族）
- 『私とのエッチは練習だからノーカン! 初めては彼女って事で…何度失敗しても良いから私の体で…』 彼女とのエッチに失敗した童貞のボクに優しい義姉が“私の体…好きなだけ使っていっぱい練習して!”とボクの好きなように何度も練習させてくれた! 当然、何度も失敗! 何度、中出ししても決して怒らない超絶優しいヤリマン義姉が感じまくるほど中出し!! そしていざ、彼女との初エッチ!になったら義姉がまさか…（8月7日、Hunter）
- 終電を逃した親友の彼女を家に泊めて朝まで何度もハメまくり! しかし朝迎えに来た彼氏から隠れ一緒に帰らない彼女…（8月7日、Hunter）
- 恥辱の教室 総集編 生徒に辱められる16人の女教師（8月19日、バミューダ/妄想族）
- 普通のエッチに飽きて刺激を求めレズに挑戦! だけど恥ずかしくてできない。そこで「チ○ポがあれば恥ずかしくないよね?」とチ○ポで照れ隠し。（8月19日、Hunter）
- 見てはいけない、そして勃起してはいけない、妹のオナニー姿を目撃してしまった…（8月20日、STAR PARADISE）
- 発情した顔に、究極に下品でイヤらしい巨乳とデカ尻のリアルダッチワイフみづき オナ禁明けで過激にイカセ合う絶倫肉欲SEX密着撮り 弥生みづき（8月25日、オーロラプロジェクト・アネックス）
- チン活ヤリマン女子○生 弥生みづき（8月25日、REAL）
- 海の家ビアガーデン痴漢（8月26日、ナチュラルハイ）
- 帰宅途中の女子○生を狙った尾行鬼畜野外レイプ映像（8月27日、青空ソフト）
- 奴隷市場の宴 其の七（9月1日、バミューダ/妄想族）
- 潜入女捜査官EX（9月1日、ワルハラ）
- 黒人巨大マラ喉姦（9月1日、ワルハラ）
- 勃起したチ○ポを見せつけられ、興奮してSEXまでしちゃった素人娘 No4（9月1日、OFFICE K’S）
- おしっこ114連発 98人（9月2日、グローリークエスト）
- 濃厚キスされ乳首とチ○ポを責められそのまま射精（9月7日、アロマ企画）
- パンツ越しの素股 & 尻コキ 接触部がよく見えるように男子もブリーフ着用! Part.5（9月14日、アロマ企画）
- 憧れの巨乳ウエイトレスとヤリたい放題! 神乳3人と何度も何度も射精 & 中出ししまくった僕 稲場るか 百永さりな 弥生みづき（9月14日、unfinished）
- 私の愛しい妻は、飯場の下卑た男たちの精液で毎日汚される、性処理ダッチワイフに堕とされました…。 弥生みづき（9月14日、オーロラプロジェクト・アネックス）
- レズ解禁（9月17日、プレステージ）
- ビルの廊下で寝ていた泥酔オンナを連れ込んで（9月20日、STAR PARADISE）
- お尻とお尻の穴をたっぷり見せオナニーサポート（9月21日、アロマ企画）
- アナルのシワの数までハッキリわかる！ノーモザイク連続絶頂アナル見せオナニー4（9月23日、アイエナジー）
- 盛りマンビッチはYORU★like No01（9月24日、プレステージ）
- 黒人NTR（9月24日、プレステージ）
- 淫獄デカ尻姉妹 子宮種付け交姦 弥生みづき 前乃菜々（9月28日、オーロラプロジェクト・アネックス）
- 夫にはイカセてもらえない私のカラダを、大嫌いな若手社長に強引な濃厚セックスでNTRれて…弥生みづき （10月1日、h.m.p）
- 剃毛女教師 生徒に割れ目を暴かれて（10月1日、ワルハラ）
- 生徒会長は真性露出狂 ～輪姦バッドエンド編～ 弥生みづき（11月2日、山と空/妄想族）
- 素人ナンパでセンズリ鑑賞 12 見るだけでいいんです! だからちょっと僕のチ●ポ見てもらえませんか?（11月2日、かぐや姫Pt/妄想族）
- 彼氏と旅行中のJ系が、乱交OKの混浴風呂に入ってしまい、待ち伏せ中のワニ達に痴漢され、恥辱の中出し快楽にヨガリ狂う（11月5日、プレステージ）
- 全裸聖水飲ませ 2（11月9日、犬/妄想族）
- ひとり女子旅ナンパ 上京ちゃんが毎度おさわがせします Episode4 feat.FALENOTUBE（11月11日、FALENO TUBE）
- 素人ホイホイ × MBM 衝撃の透明感 純度1万％の笑顔 ホンモノ天使ちゃん3連発04 撮り下ろし248分（11月19日、MBM）
- お尻のパンティラインが丸分かりのタイトワンピに超絶フル勃起!! 2（11月23日、Hunter）
- 弥生みづきで、ヌキまくりの260分!（11月23日、オーロラプロジェクト・アネックス）※単体ベスト
- 剃毛遊戯 02（12月1日、バミューダ）
- 誰もいないと思っていた混浴温泉で両刀使いの美淫女にカップル共々イカされ続け強制寝取られ3P（12月9日、DANDY）
- 気弱な出張巨尻 & 巨乳家政婦のデカ尻にフル勃起デカチン即ハメ! 嫌がるのを無視して何度も突きまくったら『もうダメ! いっぱい突いて!』と観念イキ! 結局何度も何度もエビぞりイキするほど感じまくり! 最後は中出しを求めるド淫乱女に豹変!（12月9日、Hunter）
- 目隠しベロチュー × 乳首弄り × 2回イクまで許してくれない手こき（12月14日、アロマ企画）
- 花火大会中止!? Wナンパでハメ撮りした 大量潮吹き奏音かのん 敏感即イキ巨乳弥生みづき W最強美少女4Pスワップ中出し大乱交! 奏音かのん 弥生みづき（12月21日、ABC/妄想族）
- おま●この形状まるわかり! 薄いパンツの上からマン汁ぬるぬる透けオナニー 7（12月21日、かぐや姫Pt/妄想族）
- 突然ですがおちんちん見てもらっていいですか? 3（12月23日、ヤリマン★ビッチーズ）
- 青春時代宣言!! めちゃカワ浪人生は見かけによらずドスケベボディ! 美巨乳を揺らしながらの本気セックスでイキまくり!! 弥生みづき（12月28日、AV）

- 悶絶くすぐり地獄 02（1月1日、バミューダ）
- ぶっかけ肉感デカ尻秘書は乳首ビンビンにして社員を誘惑する淫乱痴女 弥生みづき（1月4日、WEEKENDER）
- 弥生みづき 神パンスト OL編 OLスーツの美脚を包んだ生ナマしいパンストを完全着衣でムレた足裏からつま先を味わい尽くす! 時には顔騎や足コキ、時にはお尻にコスってぶっかけとやりたい放題!発情させられた女の変態調教絶頂プレイを楽しむフェチAV（1月13日、親父の個撮）
- 常に乳首いじりメンズエステ 3（1月13日、アイエナジー）
- おしっこ飲ませ聖水天使ちゃん 飲尿クンニで尿臭オマ○コの匂いと味を舌になすりつけて小便ぶちまけSEXでイキ狂うパイパン痴女JD（1月18日、DEEP'S）
- 宅配トラブルにご注意! 服の上からでもわかる人妻の大きなお尻に我慢できなくなり、連日生挿入して中出しした悪徳運送屋 弥生みづき（2月1日、ミセスの素顔/エマニエル）
- 奴隷市場の宴 其ノ八 4時間15人（2月1日、バミューダ）
- ストリップ劇場 ニュー目黒DX マル秘ヌキ本番サービス 2022特別公演（2月8日、椿鳳院）
- 最終電車でW痴女とまさかの遭遇! 向かいの座席でWパンチラしてくる美脚女の誘惑で勃起したらサンドウィッチ状態で何度もヤられた（2月10日、DANDY）
- ボクを狂わす女子交生J○なまハメジャンクション。part2（2月11日、赤面女子）
- もしも… 終電逃した男女の友達が「混浴温泉で洗いっこ」体験したらどうなるの…!? 友人・仕事・先輩後輩関係の男女2人がほろ酔いで心も体も裸になり混浴温泉で互いの身体を洗い合い男女同時発情… 果たして一線を越えてSEXしてしまうのか!? 2（2月11日、赤面女子）
- 素人なのにディルドオナニーで激しく感じちゃう一般人娘 9（2月15日、かぐや姫Pt/妄想族）
- 全裸メンズエステ 六本木店（2月22日、SEX Agent/妄想族）
- 「仕事できなくてもいいからチ○ポしゃぶらせて!」 普段は厳しいのに男がボクだけになると… よだれを垂らして執拗にチ○ポを舐めまわすド淫乱女上司。（2月22日、Hunter）
- マゾ女プライベート調教 弥生みづき（3月8日、ILLEGAL/妄想族）
- パコ撮りNo.46 「出したのぉ?」とハニカミながらマ●コに中出しされた精子を舐めて「健康な精子♪」と微笑んだ円光J●!（3月12日、First Star）
- 人妻読モになりたい後輩の妻をプロデューサーと偽りワイセツな試練を強要する先輩ニート 弥生みづき（3月15日、アクアモール/エマニエル）
- 熟女限定 熟女が部屋にやって来た お持ち帰り盗撮 そのままAV発売へ 51 甥っ子チ●ポが臭いほど興奮する欲求不満な四十路の叔母編（3月15日、熟女バンク/熟女卍）
- THE剃毛 有名人気女優7人の割れ目を暴く!（3月22日、バミューダ/妄想族）
- 人妻さんいらっしゃい 僕の自宅でハメ狂った熟女さんをひっそりすべて盗撮しました。3（3月22日、お持ち帰り/熟女卍）
- 結婚が決まり家から出て行く事になったお姉ちゃんと二人きりで過ごす最後の日、僕は彼女に何度も何度もぶっかけた… 弥生みづき（4月5日、下半身タイガース/妄想族）
- 素人娘の全裸図鑑 23 今時の女の子12名が恥らいながら脱衣していく様子をじっくり撮影した、変態紳士のためのヘアヌードコレクション（4月12日、かぐや姫Pt/妄想族）
- 精飲観光 口内にザーメン含んでお口くちゅくちゅ♪ごっくん散歩（4月21日、SUN）
- 誘っているとしか思えない! 専業主婦が僕だけにオナニーパンチラ誘惑!? 思わず勃起したらこっそり死角でヤられた!（4月21日、DANDY）
- プリプリのTバック尻をくねらせ股抜けに見せるフェラチオ（5月10日、アロマ企画）
- オナサポ!! 女子○生 着衣で全裸で挑発的ダンス 2（5月10日、かぐや姫Pt/妄想族）
- 「はやく! おち○ぽ欲しい!」 オナニーに命をかけている雌犬コスプレガールの排卵雌ま○こに生ハメッ! 弥生みづき（5月12日、First Star）
- 濃厚フェラしてくれている女の子の緩んだ股間の奥に見えるパンチラで異様に興奮します! 3（5月17日、アロマ企画）
- 長身 × 爆乳 × でか乳輪 どすけべ妻ナンパ はみ尻ミニスカギャルは超ヤリマン!（5月24日、かつお物産/妄想族）
- ≪年収3000万≫の嘘プロフでホイホイ釣れた巨乳ギャル! 彼氏はいるけど低収入… 高収入ハイスペック男のフリしたら危険日なのに朝までラッキーおねだり中出し みづき（6月7日、ナンパJAPAN）
- 美女の足裏をふやけるまで舐めたい! 弥生みづき（6月9日、RADIX）
- 素人いじめられたい女子7 中田氏の生中出し 中学校保健の先生 弥生みづき ●Gカップ下品乳首抓り上げ痙攣アクメ ●保健先生のマンコクパァポルチオ実技 ●巨乳ビッチアヘ顔にリボルバー顔射（6月9日、プラム）
- 包茎超人カントンマン VS 魔法美少女戦士フォンテーヌ ～心優しき悪臭漂う正義の味方カントンマン～ 弥生みづき（6月10日、GIGA）
- 巨乳人妻によるギンギンの童貞君を優しく筆おろし「本当に私でいいのかしら?」（6月10日、ま○こ銀行）
- 顔面接吻 〜ベロで顔を犯●れる〜 病院内で接吻ハラスメントされヨダレまみれのCRAZY KISSで求め合う看護師（6月16日、AKNR）
- 新設マッサージで感じちゃった僕。その3（6月21日、アロマ企画）
- ノーハンドフェラは奴隷の証! 5 手を使わずにフェラチオする11人の素人娘（6月21日、かぐや姫Pt/妄想族）
- 妄想アイテム究極進化シリーズ やり直しスイッチ（6月23日、ROCKET）
- 透けパンデカ尻叔母さんの無自覚挑発に乗せられデカチン即ハメでイキ果てるまで鬼ピストンしまくって何回も中出しした。 弥生みづき（7月5日、LUNATICS）
- 地雷系女子 メンヘラ接吻（7月7日、RADIX）
- とにかく優しい! そしていつも笑顔の現役ナースが挑戦!? 白衣の天使が超全身舐め究極ご奉仕!! 足指舐め太もも舐め乳首舐め顔面舐め… 唾たらし唾のみベロキスしまくり! ふやけるまで全身舐めつくし、カチカチに反り返ったオチ○ポで連続中出し!（7月8日、赤面女子）
- 美尻と魔性の微笑みで僕を誘惑する人妻パーソナルトレーナー 逆NTR 弥生みづき（7月12日、マドンナ）
- 枢木あおいが大好きな女の子大集合! ファン代表対抗戦! 優勝賞品はもちろん枢木あおい! 枢木あおい 渚みつき 成田つむぎ 弥生みづき ゆあ（7月12日、ビビアン）
- 椅子にまたがった逆座り尻（7月12日、アロマ企画）
- 「もう1回みんなでエッチしない?」目が覚めたら目の前に巨乳山脈! 早朝おかわりハーレム乱交で巨乳義姉 & 巨乳女子に中出ししまくり! されまくり!（7月12日、Hunter）
- もちもちの豊満乳房に顔埋めベロンベロンに乳首舐められ続けながらじゅるじゅるにち○ぽしゃぶられ続ける（7月19日、アロマ企画）
- 拘束スローピストンレイプ 2 ゆっくり生チ○ポを挿し込み中出しまでの反応を楽しむ鬼畜オヤジに犯された女（7月21日、ナチュラルハイ）
- 顔面パンスト! 変顔羞恥調教 弥生みづき（7月26日、バミューダ/妄想族）
- 性奴隷シェアハウス ～帰る場所も行くあてもない女たちをタダ同然で泊まらせる代わりに連日セックス漬け～（7月26日、Hunter）
- いろいろなデニール数の黒タイツに挟まれたい…踏まれたい… 絞められたい… 黒タイツOL脚ロック逆3P 波多野結衣 弥生みづき（8月2日、DEEP'S）
- ニーハイブーツの腿こき（8月2日、アロマ企画）
- 馬鹿にしていたおじさんのアナル舐めで昇天しまくるデカ尻娘! もう病みつき! 肛門鬼クンニで失禁大絶頂! 弥生みづき（8月4日、MILK）
- 顔面接吻 出張先相部屋KISS 強がっているけど本当はチ〇ポが欲しい… 大嫌いな上司と出張先で相部屋になり濃厚接吻でキス堕ちした女子社員（8月4日、AKNR）
- 健康診断 2 ～美女4名・変態医師による卑猥診療・乳がん検診・子宮検診・睡眠○～（8月4日、素人39）
- 僕を女手一つで育ててくれた、最愛の義妹が最低な友人に寝取られて… 弥生みづき（8月9日、マドンナ）
- 射精寸前チ○ポを低速こねくりグラインドで焦らしてから爆速杭打ちピストンで射精ギリギリに追い込む変速ギアチェンジ騎乗位 ぶっこ抜き3本番スペシャル 弥生みづき（8月9日、アリスJAPAN）
- 部屋の内見に付き添ってくれた不動産屋のOLさん プリンプリンの巨尻が気になって部屋が目に入りません! 弥生みづき（8月9日、かぐや姫Pt/妄想族）
- 【みんなでNS】ガチ中出し5P大輪姦!Gカップコスプレイヤー 弥生みづき（8月12日、ノースキンズ）
- 淫乱美女が働く猥褻美容室 弥生みづき（8月16日、MAXING）
- 巨尻ブリブリ振って痴女ッてくる隣人ドスケベ団地妻「密着デカ尻プレスで君のおチ○ポ犯してアゲル」 乙アリス 弥生みづき（8月23日、痴女ヘブン）
- ボクと彼女と幼馴染（女子）の3人で宅飲みしてたら何と幼馴染が夜這いしてきた! ボクの彼女に! 悔しいけどあんなにエロい彼女今まで見た事ありません!（8月23日、Hunter）
- 拘束した客を無理やり連続射精でM男に開発するドS美容師（8月25日、ナチュラルハイ）
- ナチュラルハイ夏スペシャル 敏感（恥）巨乳痴漢 2022 完全版 10人全員SEX 乳首吸いVer. 2枚組8時間（8月25日、ナチュラルハイ）
- 聖輝戦隊プリズムスリー プリズムピンク密猟堕ち 弥生みづき（8月26日、GIGA）
- 媚薬入り睡眠薬で昏●状態の美少女たちに夜這い中出し!! 8人8中出しVol.8（9月8日、西新宿マッサージ本舗）
- 弥生みづき BEST Special 4時間（9月15日、バミューダ）※単体ベスト
- 肉厚デカ尻中出しオイルエステ（9月16日、ゲッツ!!）
- 相部屋ですからひと晩中しましょ… 乳首ビンビン新卒デカ尻女子社員に出張先で何度も中出しさせられたオレ（部長）… 弥生みづき（9月20日、MOODYZ）
- そこら辺でサクッとデカ尻コキしてくれませんか?? 弥生みづき（9月20日、山と空/妄想族）
- 【個撮】どこでもフェラ 8 11人（9月20日、かぐや姫Pt/妄想族）
- 妹のオナニー見つけて襲撃した兄（9月20日、STAR PARADISE）
- 王様ゲームで乱交しまくり! 若妻だらけの町内会は誘惑だらけ! 王様ゲームをやりたがるドスケベ若妻がハメを外し過ぎてまさかのハーレム大乱交! 4（9月27日、Hunter）
- 絶対に知られたくない上司の妻の弱みを握った僕はずっと嫌な顔されながらむっちり柔らかいパイパンマ○コに中出ししてやりました… 弥生みづき（10月4日、Fitch）
- 復讐のエビ反りアクメトリップ相部屋 弥生みづき（10月4日、グローリークエスト）
- 残業中、2人きりの社内でパツパツスーツの人妻女上司のデカ尻挑発に乗せられ尻テクで何度もサービスぶっかけ射精させられた。 弥生みづき（10月4日、LUNATICS）
- デカパイ先生! 先生のオッパイはみんなのモノだよ♪ 弥生みづき（10月4日、下半身タイガース/妄想族）
- デカ尻巨乳ビッチのむっちり太股と肉厚マンチュウ 卑猥語女 弥生みづき（10月18日、MARRION）
- 色白デカ尻の家事代行おばさんに即ハメ! デカチンの虜になった人妻が翌日勝手に押しかけてきたので満足するまで何度も中出ししてあげた 17 弥生みづき（10月18日、DEEP'S）
- 巨乳ソロキャン女子たちと数珠繋ぎFUCK! 2（10月25日、Hunter）
- アパートの隣に引っ越してきたシングルマザーは、明るい雰囲気を出しながらもいつも寂しげ… 2（10月25日、Hunter）
- 遅漏改善 催眠痴女メンズエステ ドバドバ精子が止まらない早漏バカチ○ポにさせる搾精フルコース 弥生みづき（11月1日、MOODYZ）
- 親友レズビアン ～先輩の彼女になりたい! おしかけ同棲ビアン～ 木下ひまり 弥生みづき（11月1日、U&K）
- 酔っ払ってガードがユルユルの奥さんのスーツ姿にもう我慢出来ないっ!（11月1日、下半身タイガース/妄想族）
- ザーメンぶっかけられオナニー（11月1日、OFFICE K’S）
- 俺のいいなり素敵なヤリマン子ちゃん! みづき (24歳)（11月8日、ティーチャー/妄想族）
- 訪問者に背後から襲われアナル見せ寝バックで快楽堕ちさせられた欲情デカ尻妻 弥生みづき（11月10日、電脳ラスプーチン）
- 服従ヒロイン フォンテーヌと秘密の倶楽部 弥生みづき（11月11日、GIGA）
- ぴえん系女子のトロ甘チクシャしか勝たん! 乳首責めで爆ヌキするほろ酔い逆ナンパ 弥生みづき（11月22日、Million）
- アナル見せつけ誘惑してくる 爆乳 × でか尻 × アナル舐めビッチ妻!（11月22日、かつお物産/妄想族）
- 痴漢盗撮&中出し素人娘 媚薬オイルマッサージVOL.17 超強力媚薬を配合したマッサージオイルを施術中に知らずに塗りこまれたオンナは、身体の火照りに驚き、チ〇ポを欲しがる自分に戸惑い、垂れ出したマン汁に恥ずかしがりながらも生ハメ中出しまで欲してしまう!（11月23日、親父の個撮）
- 東京都北区赤羽の隣人肉感ムチムチ巨尻お姉さんにキメセクに付き合わされエグ過ぎる下品な舐めしゃぶりイカせ合いSEXで何度もフル勃起射精させられた。 弥生みづき（12月6日、LUNATICS）
- 完全ドキュメント! 人気女優とヤリタイ放題。弥生みづきに何度も中出し（12月6日、パコパコ団とゆかいな仲間たち/妄想族）
- 素人娘の全裸図鑑 27 今時の女の子13名が恥らいながら脱衣していく様子をじっくり撮影した、変態紳士のためのヘアヌードコレクション（12月6日、かぐや姫Pt/妄想族）
- バレないように彼女の親友とこっそりヤル!（12月8日、AKNR）
- 黒人ホームステイNTR 彼氏のペニスが物足りず超ド級ペニス求めてしまう編。 弥生みづき（12月13日、ダスッ!）
- クラスのマドンナ的存在だった妻の同級生2人に前から! 後ろから! 挟まれてノリノリで痴女られる!! 囁き淫語ハーレム中出し 小花のん 弥生みづき（12月20日、MOODYZ）
- W淫語痴女 聖水エステ 弥生みづき 佐野なつ（12月20日、犬/妄想族）
- 「キスして? 舌入れていい?」全身舐め尽くすベロキス魔と唾液ダラダラ同棲性活 弥生みづき（12月22日、Materiall）
- 巨乳人妻温泉デート 色気抜群デカ尻美人妻 麻衣 26歳（12月23日、ま○こ銀行）
- 追撃の達人 一回の射精で終わると思ったら大間違いなんだから… 弥生みづき（12月27日、クリスタル映像）
- ドスケベ痴女のデカ尻に挟まれる至高のM性感 むっちむちWデカ尻挟み撃ち逆3Pハーレムイメクラ 尻圧で脳みそバグってち●ぽバカになるまで連続ヌキぶっかけ中出し!! 川北メイサ 弥生みづき（12月27日、VENUS）
- 「このまま挿れちゃおうっかなぁ♡』彼女が寝ている横でまさかの誘惑! 彼女の親友は実は超エッチで小悪魔誘惑系女子だった!（12月27日、Hunter）
- 素人トーキョー No.11 円光女子校生に生ハメ中出し!（12月27日、素人トーキョーH.S./妄想族）

- 秘密捜査官、堕ちるまで… 暴虐の嵐 弥生みづき（1月3日、アタッカーズ）
- 人妻の浮気心 弥生みづき（1月3日、人妻援護会/エマニエル）
- おま●この形状まるわかり! 薄いパンツの上からマン汁ぬるぬる透けオナニー 9（1月3日、かぐや姫Pt/妄想族）
- 女教師レズビアン雌奴隷 ～悪魔のような後輩女教師の微笑みマゾ調教～ 今井夏帆 弥生みづき（1月10日、ビビアン）
- 女子同士 友達同士。カラダの関係のない2人がプライベート自撮りレズ撮影。（1月10日、ビビアン）※みづき名義 オムニバス作品
- 【腰振り性欲モンスター in下北沢】街で出会った巨乳巨尻ダンサーとご当地ハイテンションSEX♪ 中出し大好き経験人数3桁越えのドエロビッチが襲いかかる! スイッチが入ったら性欲が止まらない怒涛のエロ…【ダーツナンパin Tokyo♯Yayoi.♯23歳♯淫乱ビッチダンサー♯2投目】（1月12日、素人CLOVER）
- デリヘルでは2年間フェラだけの付き合いだったのに 彼女が出来た僕に嫉妬した巨乳風俗お姉さんから店外デートに誘われて真昼間から中出ししまくった。 弥生みづき（1月17日、本中）
- 【ガチ素人】えちえち美少女降臨。表参道の大学に通う超ドM娘♡ 大量潮吹き 美マン晒し連続絶頂!!!（1月26日、シン・ぱすも/FALENO TUBE）
- AV監督はオイシイお仕事♪撮影前の面接全裸チェックの実態!! チェックの名の下クンニできるわ! フェラさせれるわ! 生ハメ中出しまでやりたい放題 人気女優6人のAV面接風景 VOL.6（1月26日、親父の個撮）
- デカ尻女上司の不倫を知ってしまった部下を次々ベロキス封鎖 杭打ち騎乗位中出しで口止め! 弥生みづき（2月7日、MOODYZ）
- 弥生みづき 解体新書（2月7日、S-Cute）
- ヤレる人妻回春マッサージ34 中出し交渉盗撮（2月7日、変態紳士倶楽部）
- 【G1】美聖女戦士セーラーエルメス ～蜜獣猟の魔装闇堕ち～ 弥生みづき（2月10日、GIGA）
- 女性の‘妖艶さ’と‘母性’を生々しく描くダークエロスな人気同人を忠実に実写化!! 原作:南方ヒトガクシキ 郭公の巣 弥生みづき（2月14日、マドンナ）
- 白衣を脱いだキミも好きだ 夜勤中に時短不倫を愉しむ巨乳人妻ナースと旦那が出張中の2日間 一泊外出許可を出して屋外デート後、日が暮れても中出ししまくった。 弥生みづき（2月21日、MOODYZ）
- 「イッてないってば…ッ!」 強がるクセに痙攣失禁しちゃって絶対何度もイッてる巨乳捜査官を尋問追撃ピストン 弥生みづき（2月21日、OPPAI）
- 性欲旺盛ビンビン甥っ子の突撃即ハメSEXをいなしてスローな射精コントロールでじっくり盛りち○ぽを弄ぶ元ヤリマン巨乳叔母 弥生みづき（2月21日、LUNATICS）
- M男クン家にデカ尻ギャルGOGOデリバリー!「W巨尻プレス杭打ち中出しで犯してやるからな」 乙アリス 弥生みづき（2月21日、MOODYZ）
- 「お尻、ちょっと自慢です。」肉感抜群の豊満なデカ尻を揺らして性欲に溺れる卑猥妻 美月さん (31)（2月21日、イルカ/エマニエル）
- 極太ディルドを丸呑みしてヨガリ狂う淫乱オマ○コ婦人 総勢29人の杭打ちディルドオナニー（2月21日、アクアモール/エマニエル）
- 【4K撮影】「下半身がスッケスケ過ぎて…」ネット通販の粗悪スカートで無自覚誘惑するプリッケツ先生のH94cm尻圧授業（2月23日、Materiall）
- 母性カノジョ 4歳児に戻って中出しを教えてくれる癒しのチントレ励ましお姉さん 弥生みづき（2月28日、本中）
- 弥生みづきの凄テクを我慢できれば生★中出しSEX!（3月7日、ワンズファクトリー）
- 【個撮】どこでもフェラ 10 11人（3月14日、かぐや姫Pt/妄想族）
- マスク女子の卑猥なフェラチオ素人娘 3 12人（3月21日、かぐや姫Pt/妄想族）
- 絶対的上から目線で巨乳痴女が淫語コントロール 射精を支配される究極主観JOI（3月21日、Fitch）
- 妻では味わえない絶品フェラで呼び出せばごっくんしてくれる都合の良い最高の精飲愛人（3月21日、ルナティックス）
- キミだけのチョコレートになった僕。（3月28日、本中）
- 上司と部下の妻22 ～単身赴任中に妻が上司に中出しされた～（3月28日、ながえスタイル）
- せーんぱい 一緒に温泉入りませんか？ 上司の巨乳部下（後輩）に出張中の宿で混浴温泉に誘われて何度も何度も中出しをしてしまった…（4月4日、MOODYZ）
- コンドームが破れてまさかの生ハメ！超加速するピストンで何度も中出し！（4月4日、ワンズファクトリー）
- 彼女のお姉さんに痴女られました…美人でデカ尻巨乳な肉食ビッチ姉と彼女の留守中に何度もハメて完全ドハマりしたボク。弥生みづき（4月11日、クリスタル映像）
- 玄関先で透けたスカートから下着が丸見え状態 奥様の無防備な透けパン巨尻の誘惑に我慢出来ない！！ 弥生みづき（4月11日、椿鳳院）
- 密室人妻 女社長と深夜のチ○ポコ残業 弥生みづき（4月13日、センタービレッジ）
- 痴女最強の尻ビッチ 弥生みづき（4月18日、ドグマ）
- 昼下がりはド暇過ぎて…発情ヤリマン巨乳妻が淫乱コスで突撃挑発！肉棒むしゃぶり中出しSEX！ 弥生みづき（4月18日、	Fitch）
- フラれた童貞弟を見かねた巨乳姉が【真似すれば必ずイカせられる】【女性が絶対に気持ちいいSEX】を伝授したら想定外に上達しすぎて近親中出しSEXにハマった。 弥生みづき（4月18日、ルナティックス）
- 女上司4人の湿ったパンストとアナルの匂いをかがされギン勃起してしまい、ブラック企業の社畜としてセクハラ密着フォーメーションで中出し残業させられています。 弥生みづき 小花のん 田中ねね 百永さりな（4月18日、MOODYZ）
- スペンス乳腺開発クリニック 弥生みづき（4月18日、OPPAI）
- ボクを家で介抱してくれた先生のカラダがエロすぎて… 勃起が止まらないボクを受け入れて何度も中出しセックスをしてくれた優しくてムチムチなみづき先生。 弥生みづき（4月18日、プレミアム）
- 朝がくるまで射精させる種搾りプレス 弥生みづき（4月25日、痴女ヘブン）
- マジ！？乳首だけでイケちゃうの！？ノーハンドこねくり暴発チクシャッ！射精直後の落ち着く暇無しおねだり連射中出しチクビっ痴お姉さん 弥生みづき（4月25日、本中）
- 夢のハーレム一夫多妻 金は無いけど爆乳と愛に溢れた子作り生活 松本菜奈実 小花のん 花柳杏奈 弥生みづき（5月2日、MOODYZ）
- 汗と匂いとセックス 弥生みづき（5月2日、S-Cute）
- じゅるネチョ音とささやき淫語で耳からトロけるASMRメンズエステ 弥生みづき（5月5日、	ワープエンタテインメント）
- Wデカ尻ケツ穴マーキング痴女 競い合うように尻穴オマ○コを嗅がせ舐めさせマン汁・唾液・潮・おしっこの味と匂いで責め続けるスメハラ逆3P肛門クンニハーレム in MM便（5月16日、ディープス）
- 種無し旦那のためにボロ屋敷へ行き30日間精子を溜めた独身男と濃厚種付けセックスを楽しむ人妻 みづき 弥生みづき（5月16日、本中）
- 淫語で●す自画撮り着衣W痴女（5月16日、ミル）
- 宗教勧誘に来た母娘の胸がエロかったので、部屋に連れ込んだら、肉オナホにできた話。 原作・KANIKOROの感動作を実写化！真実の先に待つ、純愛のカタチ。 新村あかり 弥生みづき（5月16日、MOODYZ）
- 大音量でAV見てたら隣の家に住むデカ尻美人妻がクレーム入れに押しかけて来た。欲求不満の人妻は僕の勃起チ●ポに発情して逆レ搾精！僕は生ディルド 弥生みづき（5月16日、ミセスの素顔/エマニエル）
- オナサポ!! 女子○生 着衣で全裸で挑発的ダンス 4（5月16日、かぐや姫Pt/妄想族）
- 素人娘の全裸図鑑 30 今時の女の子12名が恥らいながら脱衣していく様子をじっくり撮影した、変態紳士のためのヘアヌードコレクション（5月16日、かぐや姫Pt/妄想族）
- 二人きりになるとついつい北九州弁が出ちゃう可愛い同僚とずっとイチャラブ方言SEX 弥生みづき（5月26日、h.m.p）
- たった7時間2人っきりにしてみたら…結果、10発セックスしてました。 弥生みづき（6月2日、ドリームチケット）
- 近所に住むデカ尻キャビンアテンダントのアラサー性欲挑発に押されヤング即勃起したら尻テクで何度も中出し射精させてくれた。（6月6日、ルナティックス）
- 完全プライベート映像 エロ可愛すぎるGカップ人気女優・弥生みづきちゃんと初めての二人きりお泊まり（6月6日、パコパコ団とゆかいな仲間たち/妄想族）
- 危険日直撃！！子作りできるソープランド45 弥生みづき（6月8日、Mr.michiru）
- 迷い込んだ先は極上の遊郭…妖艶なささやきと舐めテクでとことん焦らす極乳ハーレム遊郭（6月13日、ケイ・エム・プロデュース）
- 巨乳で巨尻な教え子のママ達の密着W杭打ち騎乗位 犯され続け耐えきれずに何度も中出ししてしまった教師の俺…。 弥生みづき 天川そら（6月20日、Fitch）
- 素人なのにディルドオナニーで激しく感じちゃう一般人娘 11（6月20日、かぐや姫Pt/妄想族）
- ピタコスW痴女 天川そら 弥生みづき（6月20日、ミル）
- 最強ドリームチーム！ベロチューの女神《弥生みづき》×腿こき番長《新村あかり》！！（6月20日、アロマ企画）
- 会社のデカ尻後輩2人と囁きハーレム社内不倫 飲み会で目覚めるとまさかの相部屋 川の字で同時に不倫を迫られて…W杭打ち騎乗位で何度も何度も射精してしまった。 末広純 弥生みづき（7月4日、MOODYZ）
- Wデカ尻おばさんに連れていかれてケツ肉圧迫挟み撃ちハーレム中出し!! 弥生みづき 美園和花（7月18日、MOODYZ）
- 風呂上がりの濡れ髪美人妻にあざとくデカ尻挑発されガテン系ギンギン勃起が抑えられず昼下がりに何度も濃厚中出し不倫SEXした。 弥生みづき（8月1日、ルナティックス）
- 泊りに来た一つ屋根の下で… 性欲強めなデカ尻彼女の挑発を真に受けた絶倫オヤジが巧みな尻テクにドハマリして何度も何度も浮気杭打ち中出しさせられていた… 弥生みづき（8月1日、MOODYZ）
- シロウト観察 モニタリング 「セフレになろ？」アグレッシブエロ弥生みづきがシロウト誘惑からの征服中出しSEX！過剰発情DVD販売店編＆欲望垂れ流し街中ナンパ編（8月1日、桃太郎映像出版）
- 「私のヨダレが欲しいんでしょ◆」唾液トロトロ接吻で溺愛されるオクチ封じSEX 弥生みづき（8月4日、ワープエンタテインメント）
- レズビアンに囚われた女潜入捜査官 ～かつての恋人にイカされ監禁尋問編～ 尾崎えりか 弥生みづき（8月8日、ビビアン）
- ニューメンズエステ vol.3 弥生みづき（8月8日、ティーチャー/妄想族）
- 続 美聖女戦士セーラーエルメス 屈辱の醜態性陥落 弥生みづき（8月11日、GIGA）
- ひとりぼっちになってしまった親友の恋人だったミヅキを好きになってしまい何度も何度も中出しSEXをしてしまった。 弥生みづき（8月15日、本中）
- エッチな身体を今スグお届け！『弥生みづき』を召し上がれ！（8月22日、セレブの友）
- 浮気調査ハーレム痴女 Wデカ尻お仕置き逆レイプ 強制焦らし・追撃射精杭打ち騎乗位中出し 波多野結衣 弥生みづき（8月22日、本中）
- ぅあぁぁ…出ちゃう！暴発寸前の鳥肌モンの恍惚感のまま82分間射精我慢＆勃起キープを強要される寸止めコントロール 弥生みづき（9月1日、ワープエンタテインメント）
- 彼氏にデートをドタキャンされたデカ尻女友達のヤケクソ宅飲みに付き合ったら酔った勢いでヨダレとろっとろ濃厚べろちゅうしてしまい昼間からイチャラブSEXラッキー中出ししまくった。 弥生みづき（9月5日、ルナティックス）
- 観れば必ずイカせる男にチェンジ！ ヌキながら学べる魔法の絶頂メソッドHow to SEXセミナー基礎編（9月5日、MOODYZ）
- 輪●計画 美人OL編 弥生みづき（9月5日、アタッカーズ）
- 「もうイッてるってばぁ！」状態で何度も中出し！ 弥生みづき（9月5日、ワンズファクトリー）
- ぷにもちオッパイでご主人様をイカせまくる全裸メイドの神奉仕ハーレム 新井リマ 桐條紗綾 弥生みづき（9月12日、ケイ・エム・プロデュース）
- 素人ナンパでセンズリ鑑賞 16 見るだけでいいんです! だからちょっと僕のチ●ポ見てもらえませんか?（9月12日、かぐや姫Pt/妄想族）
- 浮気がバレた絶倫ヤリチン夫を説教しにきた嫁の親友 弥生みづき（9月12日、VENUS）
- ラップ拘束で限界まで乳首を弄ってくれない寸止め濃密愛撫（9月19日、アロマ企画）
- 忘れられない元カノに5年ぶりに再会した雨の日。やっぱり最高にイイ女だったけど、もう既に新しい彼氏がいるみたいで、 急に遠く離れた存在になった気がしたから彼氏とSEXしたばかりのキミのマ●コに僕は何度も何度も中出しする。 弥生みづき（9月19日、本中）
- 「これ本当に研修ですか！？」巨乳エステティシャンだらけの職場（エステ店）で男はボク1人！ 巨乳の悩みでもある肩こりマッサージで先輩女子を堂々とお触り！ 夕美しおん 弥生みづき 乙アリス 水原みその（9月19日、OPPAI）
- GOto不倫トラベル 爆乳セレブ妻と濃厚オヤジの中出し交遊浪漫 弥生みづき（9月26日、痴女ヘブン）
- 突然の停電で大っ嫌いな上司と金曜夜から月曜朝まで倉庫に閉じ込められ密室汗だくセックス 弥生みづき（9月26日、ケイ・エム・プロデュース）
- 精子だけは譲れない。巨乳好きの弟が喜ぶ日替わり姉妹丼中出しSEX（9月26日、HHHグループ）
- デカ尻見せつけ誘惑メンズエステW（9月29日、ワープエンタテインメント）
- 転勤で田舎に引っ越した僕は、下の階に住む奥さんに毎日誘惑されて何度も中出ししてしまった… 弥生みづき（10月3日、BeFree）
- 事故で頭を打ってから妄想が現実に！おっぱい丸出しで誘惑して何度も僕の精子をヌイてくるW神乳美女 弥生みづき・流川莉央（10月10日、unfinished）
- 「あの人と付き合いたい…（心の声）」夜の図書館で静寂告白性交 弥生みづき（10月12日、YONAKA）
- 引っ越し先で隣人になった色気漂う押しに弱いデカ尻お姉さん 懇願しまくってついにヤラせてもらったらアラサー独身OLの性欲が凄すぎて中出しSEXしまくった。弥生みづき（10月17日、	かぐや姫Pt/妄想族）
- 娘・息子が通うデカ尻保育士さんはママと倦怠期中の絶倫パパ友おやじを集めて イキ果てるまで鬼ピストンさせまくって何度も中出しOKのイイナリ肉便器奴● 弥生みづき（10月17日、MOODYZ）
- 観れば必ずイカせる男にチェンジ！ ヌキながら学べる魔法の絶頂メソッドHow to SEXセミナー応用編（10月17日、MOODYZ）
- オイル×汗だく 神々しいボディがヌルテカで輝く美乳美尻が淫靡に輝き妖艶な眼差しが本能むき出しの悶絶汗だくSEXに誘う 弥生みづき（10月17日、TEPPAN）
- 布1mmの超焦らし誘惑！ パンッ！パンッ！にチ○ポ勃起するまでマン肉デカ尻こすり付けてからのギアチェンジ！ 爆速杭打ち騎乗位でノンストップ連続中出しで精子枯渇させるド痴女エステティシャン 弥生みづき（10月24日、痴女ヘブン）
- ノーハンドフェラは奴隷の証! 9 手を使わずにフェラチオする11人の素人娘（10月24日、かぐや姫Pt/妄想族）
- いつも無意識パンチラで挑発してくるズボラな女友達の食い込みTバック尻に理性崩壊暴走ピストン！！（10月24日、ケイ・エム・プロデュース）
- 親友の彼女とキャンピングカー駆け落ちした週末、僕の人生で一番濃厚で充実した中出しSEXに蕩け堕ちた。 弥生みづき（10月27日、h.m.p）
- シェアハウス社員寮に男一人 下着姿で歩き回る同僚女子のぷるぷるデカ尻誘惑…尻に敷かれ擦られ挟まれハメまくるTバック痴女ハーレム逆4P 弥生みづき 五日市芽依 伊織ひなの（11月7日、kawaii）
- SEX中の喘ぎ声がうるさい隣人の肉感性欲妻に好青年ギンギンち○ぽでクレーム即ハメしたらヤリマンデカ尻テクで金玉干からびるまで返り討ち搾精にあった。 弥生みづき（11月7日、ルナティックス）
- えっ！飲み屋でいきなり逆ナンしてきたくせに、焦らされまくって、寸止めされて、射精の瞬間もチ〇ポ放置され ザーメンお漏らしするルーインドオーガズム×ハシゴ酒で永遠に賢者タイムを与えられず何度も何度も精子を搾取される… 巨乳ハーレムビッチ編 弥生みづき 美園和花（11月7日、MOODYZ）
- 嫌いな義父に夜●いされて… 弥生みづき（11月7日、ワンズファクトリー）
- 全裸ヘリコプター2 弥生みづき（11月14日、セレブの友）
- 何でもさらけ出すセックスをしていた元カノと2年ぶりに再会。お互い結婚してそれぞれ新しいパートナーができたけど あの頃のような刺激的なセックスが忘れられなくて1日限りのW不倫。ホテルに篭ってイラマ、ごっくん、涎交換、アナル舐め、スパンキング、おしっ… 弥生みづき（11月21日、本中）
- 「今日はどっちの奥さんですか…！？」 隣に住む二重人格妻 清純すぎる‘みづき’と、淫乱すぎる‘ミヅキ’。 弥生みづき（11月21日、	溜池ゴロー）
- どこでもおしっこ! 素人娘の大放尿33人 スロー再生でじっくり鑑賞できるマニア向け映像 8（11月21日、かぐや姫Pt/妄想族）
- 媚薬が耳穴から脳みそを侵食して脳汁ドバドバ＆チ〇ポに響かす 幻覚幻聴キメセクトリップ脳イキ中出し 弥生みづき（11月21日、MOODYZ）
- 『IKUNA＃4.0 』シンセクシー界GAMANKO最狂対決！アダルトジーニアス級最強王座決定戦！「美と性技と変態の三面阿修羅天 SEXの天才」弥生みづきvs「超チートエロ舌吸精弁財天 天才の天才」沙月恵奈 いつもイキ潮まくるAVスター競演＜イキガマン狂い＞絶頂決戦！イキガマン…（11月23日、BOTAN）
- 欲求不満の巨乳尻奥様が乱れまくり 性欲モンスター肉感ボディどすけべM妻 マゾ痴女の性癖を持つ淫乱嫁がイキまくる 弥生みづき（11月28日、熟女はつらいよ/熟女卍）
- 女の匂いが強すぎて… 罪な女 弥生みづき（11月28日、レッド）
- WヤリマンJ系がドMチ〇ポを罵倒淫語イジり焦らし寸止め爆ヌキ 見下しながらマウント中出し連射！ 弥生みづき 美園和花（12月5日、ワンズファクトリー）
- セクハラママさんバレー! 7 ハイレグブルマ姿の人妻9人が挑む過酷なエロトレーニング（12月5日、かぐや姫Pt/妄想族）
- 「弥生みづき」がニューハーフ「ヌルマユ」に女の子の良さを教えてあげる！（12月12日、セレブの友）
- 上司の前で・・ 私の妻がヌードモデルになりました。8 弥生みづき（12月12日、ながえスタイル）
- ニューハーフ「ヌルマユ」vs女優「弥生みづき」中出しSEX～‘イジワル’されて潮吹き＆‘はしたなく’アナルでメスイキしました～（12月12日、TRANS CLUB）
- むき出しケツ穴＊舐めさせ誘惑 デカ尻ピタパンをビリっと破いて尻穴ひくひく肛門クンニ！穴あきモロ見え着衣SEXでモワッと匂うアナルを衝動的に嗅がせ舐めさせる即席ケツ穴マーキング痴女 弥生みづき（12月19日、ディープス）
- どっちに中出ししたいXmas AV女優2人がガチで考えたデートプランでいちゃいちゃ恋人SEX 二股浮気がバレてお仕置き精子抜き中出しハーレムクリスマスSpecial 森日向子 弥生みづき（12月19日、本中）
- 欲求不満な元ヤリマン妻のおねだりごっくんフェラと爆尻中出しピストンで毎日20発搾り取られて隣人トラブルを受けてる僕… 弥生みづき（12月26日、痴女ヘブン）
- ぜんぶ、せんせいのせい。ふ○なり女教師がオ〇ニー中毒の優等生をスッキリさせる話。実写版 橘メアリー 弥生みづき（12月26日、ダスッ！）
- ご主人様を甘々ねっちょり癒してあげる むにむにおっぱい密着させて激カワメイドが足の先から頭まで超全身舐め神奉仕中出しハーレム 姫咲はな・美園和花・弥生みづき（12月26日、本中）

- 「後ろからキモチくして欲しい…」10年ぶりに妻を抱いたらあまりの愛おしさに食事も忘れて依存する妻中毒セックス 弥生みづき（1月11日、Materiall）
- 素人娘の全裸図鑑 33 今時の女の子12名が恥らいながら脱衣していく様子をじっくり撮影した、変態紳士のためのヘアヌードコレクション（1月23日、かぐや姫Pt/妄想族）
- M性感風俗通いに嫉妬した彼女から罰として他人棒との誘惑色仕掛け中出しを見せつけられる逆NTRオナサポJOI体験 弥生みづき（1月23日、本中）
- いつも膣内射精するダメ男ばかり引き寄せる私 ～4SEX～ 弥生みづき（1月30日、セレブの友）
- デカ尻痴女の甘トロ淫語責め 弥生みづき（2月6日、グローリークエスト）
- 美しいOL女上司の下品なガニマタ性行為 弥生みづき（2月6日、MOODYZ）
- 制服少女レズ痴● 疼く身体を卑猥な手つきで病みつきになるほど敏感開発されて…。 響乃うた 弥生みづき（2月13日、ビビアン）
- 「おばさんの下着で興奮するの？」脱ぎたてのパンティで甥っ子の精子を一滴残らず搾りとる叔母 弥生みづき（2月13日、VENUS）
- 時をかける中出し風俗島 タイムマシンに乗ってオマ●コ探して大冒険！ 美少女10人大乱交スペシャル！！（2月20日、本中）
- たった1人の大好きな姉は10日後、ひくほど壊れてました。 俺の身代わりのつもりがセックスが好き過ぎて絶倫極道の極太チ〇ポに即堕ちした隠れ淫乱姉 弥生みづき（2月20日、エムズビデオグループ）
- ‘INGO’ IN GOD ECSTASY スケベ痴女淫語 男達の脳髄に猥褻エロ淫語ヴォイスを刷り込み執拗なチ〇ポ責めで昇天させ完全支配 弥生みづき（2月27日、AVS collector’s）
- 玄関開けたら2秒で即尺フェラ不倫する都合のいい絶倫デカ尻愛人にデカチン丸飲みセメラチオで何度も口内射精喉奥ごっくんされた。 弥生みづき（3月5日、ルナティックス）
- 素人ナンパでセンズリ鑑賞 18 見るだけでいいんです! だからちょっと僕のチ●ポ見てもらえませんか?（3月12日、かぐや姫Pt/妄想族）
- How to学園 観たら【絶対】SEXが上手くなる教科書AV 【生中出し編】 流川莉央 弥生みづき（3月12日、バレマンッ！！/妄想族）
- キミの射精は全部ワタシの中に出して おまいらの【推しの娘】寝取っちゃうぞ！逆NTRオナニーサポート体験！！ 弥生みづき（3月26日、本中）
- AV女優8人の意地とプライドを懸けたひたすら生でハメまくり射精させまくり中出しバトルロワイヤル（3月26日、本中）
- 女同士のオーガズム 野外露出レズビアン 白木優子 弥生みづき（3月26日、セレブの友）
- 豊乳メイドの満点サービスに勃起が抑えられない！！ぷにふわオッパイで極限のエクスタシーへ導くパイズリ天国（3月26日、ケイ・エム・プロデュース）
- MOODYZファン感謝祭 バコバコバスツアー2024 AV男優発掘＆育成スペシャル!! AV男優を目指す素人16名とAV女優16名の1泊2日大乱交ツアー!（4月2日、MOODYZ）※配信版は3月15日先行配信開始
- 仕事のストレスで欲求不満のデカ乳＆デカ尻ドスケベお姉さんが、自宅に男を誘い込んで、自慢のワガママ肉感ボディでチ〇ポを喰いまくる。 弥生みづき（4月10日、AVS collector’s）
- TSF世界改変スクール（4月11日、ROCKET）
- 素人なのにディルドオナニーで激しく感じちゃう一般人娘 12（4月16日、かぐや姫Pt/妄想族）
- 全員タチ！愛液どろどろ巨乳接吻レズビアン ～唾液と汗と潮にまみれパートナーを奪い合う3人の色情狂～ 弥生みづき 有岡みう 新村あかり（4月16日、Fitch）
- 何度夜が明けても、星より遠く離れても、この手に残る温もりを忘れない。 美園和花 弥生みづき（4月23日、ダスッ！）
- チャラ男に屈服！イライラ女店長がバイトに脅され24時間セックス営業！実写版 弥生みづき（5月7日、MOODYZ）
- Gカップ霊媒師 お願い！みづき先生 弥生みづき（5月28日、レッド）
- 鉄フック マ○コ引き裂き失禁拷問 潜入捜査官 媚薬漬け無限アクメ 弥生みづきき（6月4日、ワンズファクトリー）
- オフィスで2人きりになった瞬間にセックスする女上司と部下 弥生みづき（6月4日、VENUS）
- おっぱい道 弥生みづき（6月6日、WildOne）
- 派遣マッサージ師にきわどい秘部を触られすぎて、快楽に耐え切れず寝取られました。 弥生みづき（6月11日、ダスッ！）
- 1ヵ月後に結婚をする花嫁をガクブルレズイキさせるブライダルエステサロン 新井リマ 弥生みづき（6月18日、溜池ゴロー）
- 声出したら中出し! 美少女孕ませきもだめし林間学校 2 七瀬アリス 北野未奈 松本いちか 響乃うた 弥生みづき 新井リマ 倉本すみれ 美園和花 藤森里穂 （7月16日、本中）
- 時間よ止まれ 時間停止の世界 女医とナースを献身的に病淫（びょういん）送りにするサイレント性交 弥生みづき 美園和花 沙月恵奈（7月23日、まるかあの/妄想族）
- いちゃラブ密着特濃せっくちゅ 憧れの弥生みづきを独占した一夜。（8月6日、桃太郎映像出版）
- 全国の駅やオフィス、公共機関などに展開中！ 月額2980円でいつでもバブリ放題！ オトナのコンビニエンス託児サロン チョコバブ！（8月8日、SODクリエイト）
- ターゲットはCAママさん！ちびっこセクハラ痴●隊 オマ●コハイジャック編（8月8日、ROCKET）
- 今からこの一家全員レ●プします 渋●区千駄●谷（8月8日、ケイ・エム・プロデュース）
- いいなり洗脳 催●人妻 堕チル 弥生みづき（8月27日、まるかあの/妄想族）
- 逆時間停止 オンナに時間を止められる 痴女たちの快楽責めが終わらない世界（8月27日、まるかあの/妄想族）
- 中出しを教わる制服美少女 中年教師をメロメロに堕とすド痴女式凄テクSEX特訓！ 天沢りん 弥生みづき（8月27日、本中）
- 際どい施術で焦らしまくって逆本番交渉！感度MAXな敏感チ○ポを弄ぶ既婚男性を寝取るのが趣味な変態出張マッサージ師（8月27日、ケイ・エム・プロデュース）
- 通い始めたら最後！性欲剥き出しで生徒を食い漁る魅惑の巨尻パーソナルトレーナー 弥生みづき（9月3日、ディープス）
- ハーレム乳擦り介助で30発吐精パイズリ看護してくれるトリプル巨乳ナース中出し病棟 宍戸里帆 弥生みづき 美園和花（9月3日、MOODYZ）
- Red Dragon 弥生みづき（9月10日、ゴールド/妄想族）
- 絶叫凌●レ●プ 強●される人妻 通り魔レ●プ、そして再会。絶望の拉致監禁凌●3P 弥生みづき（9月10日、グローバルメディアアネックス）
- シャフ童貞とAV女優が4日間共に過ごして、旅行して、SEXして20発射精に挑戦したら愛は生まれるのか？？ 弥生みづき （9月17日、本中）
- MOODYZファン感謝祭バコバコバスツアー2024完全版 バコバス7時間50分＋うらバコ4時間＋未公開シーン収録13時間 （9月17日、MOODYZ）
- 廻憑 弥生みづき （9月24日、レッド）
- ヤリたいオーラ全開でぐいぐい攻めてくる人妻美容師 シャンプー同様に丁寧で気持ち良いねっとりフェラ こねくりマッサージおま●こズボズボオナニー 毎週火曜日のアバンチュールSEX 弥生みづき（9月24日、VENUS）
- パーソナルジムにぷりっぷりのデカ尻人妻がやって来た！なるべくお尻を見ないように美尻トレーニングを教えるけど我慢できず襲って中出し 弥生みづき（10月1日、ミセスの素顔/エマニエル）
- 唾液×潮×ローション 淫乱トライアングル オトコを捕まえてザーメン捕食する痴女メゾン（10月8日、ケイ・エム・プロデュース）
- 鬼イカセ 弥生みづき（10月8日、ケイ・エム・プロデュース）
- 逆襲痴女ハーレム 僕たち社内陰キャはLI●EをブロックしやがったOL女子カースト社員どもを中出しレ×プしたら、逆襲ハーレム鬼騎乗位で何度も射精させられて 望月つぼみ 弥生みづき 末広純 流川莉央 （10月22日、本中）
- マチアプで発見！！めちゃくちゃ気持ち良さそうにSEXする爆抜きヤリマン 弥生みづき（10月22日、ケイ・エム・プロデュース）
- 【大増量5時間35分！8名出演】マジックミラー号 保健体育の課外授業 現役女子○生の目の前でオトナの濃厚SEXを見せつける！思春期の性的好奇心に火を点けて初めての杭打ち騎乗位で中イキ体験2（10月24日、SODクリエイト）
- ち〇ぽ洗い屋のお仕事19 撮り下ろし2名＋9名総集編 女子〇生・女子大生・人妻・OL… みんなマジメにおち〇ぽそうじ 265分！！特別洗いまくりSP（10月24日、SODクリエイト）
- 濃厚ベロキスで迫り来る逆レ●プ体験 光沢ピタコスのボディコンデリヘル（11月12日、ケイ・エム・プロデュース）
- おま●この形状まるわかり! 薄いパンツの上からマン汁ぬるぬる透けオナニー 13（11月19日、かぐや姫Pt/妄想族）
- 人気 AV 女優が挑戦！オシッコ我慢潮吹きアクメ自転車がイクッ！弥生みづき 咲野瑞希（11月21日、SHIGEKI）
- おしっこ飲ませ聖水エステ ぶっかけ小便オイルで包みこみ授尿クンニSEXで体の中まで癒してくれる爆尿デカ尻セラピストさん（11月22日、フレーバリー）
- ノーハンドフェラは奴隷の証! 14 手を使わずにフェラチオする11人の素人娘（11月26日、かぐや姫Pt/妄想族）
- びしょ濡れ性交 弥生みづき（11月26日、バミューダ/妄想族）
- カメラの前でおしっこする女 5（11月26日、グローリークエスト）
- サキュバスエアライン 優秀遺伝子を搾精する淫魔ファーストクラス！セレブ客の行先は天国か地獄か? 尾崎えりか 夏希まろん 弥生みづき（12月12日、サディスティックヴィレッジ）
- 素人ナンパでセンズリ鑑賞 21 見るだけでいいんです! だからちょっと僕のチ●ポ見てもらえませんか?（12月17日、かぐや姫Pt/妄想族）
- イカセゲーム 俺のため大嫌いな男たちにイカされる巨乳彼女 美園和花 弥生みづき 五十嵐美月 幾野まち（12月24日、ダスッ!）
- 脱出・おひとりさまクリスマス!恋愛ナマ大乱交リアリティーショー 無制限射精中出しパーティー!! 末広純 弥生みづき 流川莉央 琴音華 美園和花（12月24日、本中）
- 本中’24 夏の大共演 完全版! 大感謝8時間 特別プライス!!（12月24日、本中）

- むっちり巨乳のハウスクリーニングのお姉さんが追加サービスで射精のお手伝いしてくれた 弥生みづき（1月7日、ディープス）
- 初恋の叔母さんと再会、我を忘れて激しく愛しく求めあう禁断の不倫関係― 弥生みづき（1月7日、センタービレッジ）
- じんかくそうさ洗脳催眠 冷静沈着な書道家人妻を嫌われ放題定額プランの底辺おじさんの俺が洗脳で人生崩壊最優秀大賞させた編 弥生みづき（1月7日、山と空/妄想族）
- 尻地獄 level2 弥生みづき（1月9日、Mr.michiru）
- おしっこ飲ませ聖水エステ ぶっかけ小便オイルで包みこみ授尿クンニSEXで体の中まで癒してくれる爆尿デカ尻セラピストさん（1月9日、FLAVORY（フレーバリー））
- 陸上部のボクっ娘同級生が中年顧問にメスにされる一部始終 日焼けあとの残るショートカットの巨乳美少女のエロいユニフォーム姿に無責任中出し 弥生みづき（1月14日、ROOKIE）
- 弥生みづき 中出し孕ませ新婚生活（1月28日、ケイ・エム・プロデュース）
- Perfect How to不倫術！最高25股記録保持者！数々の女性からナマ中出しを許された伝説のモテ男が教える観たら絶対に不倫が上手くなる教科書AV 弥生みづき 水端あさみ 本田瞳（1月28日、本中）
- 伝説の同人CG作品を映像化！！ 実写版！子産み島 前編～週7で産めるメスたち～ 天馬ゆい 弥生みづき 工藤ララ（2月4日、Fitch）
- 秘密の中出し学園祭 #エッチな願いが叶う魔法のステッキでクラスでぼっちの僕が可愛い美少女10人のマ●コ・ア●ル丸見せ大乱交スペシャル!!（2月18日、本中）
- オナサポ!! 女子○生 着衣で全裸で挑発的ダンス 12（2月18日、かぐや姫Pt/妄想族）
- 出会って速攻、痴女られ続けるハーレム逆3P中出しセックス！ 弥生みづき 美園和花（2月18日、ムーディーズ）[3]
- 【ASMRレズ】隣の部屋から聞こえる私のグチュグチュおま〇こ音を聞いて発情すればいいじゃん 弥生みづき・希咲那奈（2月20日、凸凹はぁと）
- 痴女ハーレム聖水泳部 スレンダー同級生 & 巨乳先輩の体液と快楽に溺れる最幸学園生活 白石もも 美園和花 弥生みづき 沙月恵奈（2月25日、Hunter）
- 欲求不満な美尻妻が刺激を求めて、夫には絶対見せられないセクシーOバックで男をとっかえひっかえ誘惑ハーレム中出しSEX（3月1日、OFFICE K’S）
- 実写版！子産み島 後編～週7で産めるメスたち～ 天馬ゆい 弥生みづき 工藤ララ（3月4日、Fitch）
- ずぅ～っと見つめられながらシャブられるのって最高に気持ちイイと思ゎない？ 弥生みづき（3月7日、ワープエンタテインメント）
- 止まらない失禁、潮吹き 異動で来た有能オンナ上司が利尿剤で恥辱アクメ堕ち 弥生みづき（3月11日、ケイ・エム・プロデュース）
- MOODYZファン感謝祭 バコバコバスツアー2025 素人17名とAV女優17名の1泊2日大乱交 新世代AVオールスター覚醒！（3月18日、ムーディーズ）
- 新婚崩壊 陰鬱ドラマ マンション隣人はAV女優弥生みづき セックスのプロに完璧に堕トサレタ既婚者のボク=人生終了。（3月25日、まるかあの/妄想族）
- 密着添い寝手コキ（4月1日、OFFICE K’S）
- 美人OLの匂い立つ黒パンスト脚コキ 2（4月1日、OFFICE K’S）
- 原作:星野竜一 人妻×3湯けむり凌情 累計10万DL越え！！ 圧巻の拘束輪●劇！！ 旅先で羽を伸ばす人妻たちを 容赦無く叩き堕とす凌●調教！！ Madonnaで忠実実写化！！！（4月8日、マドンナ）
- 女子寮管理人の僕はギャル寮生に振り回されてます 実写版 性欲溜まった女子〇生とひとつ屋根の下で登校よりもセックス優先の発情生活!（4月8日、ROOKIE）※主演は椿りか。弥生はエキストラ出演。
- おっぱい大好きスケベじじの背後霊に取りつかれてしまい四六時中背後から乳首を責められる巨乳美女 弥生みづき（4月10日、電脳ラスプーチン）
- MOODYZファン感謝祭 うらバコバコバスツアー2025 補欠者救済？サンバDEカーニバル！！！（4月16日、ムーディーズ）
- 時間よ止まれ 時間停止の世界 VS 弥生みづき 椿りか 沙月恵奈 小那海あや 美園和花（4月22日、まるかあの/妄想族）
- 緊縛調教妻 旦那に内緒の借金で縛られ犯●れた美人若妻。温泉宿で強烈な異常快楽に堕ちていく二日間 弥生みづき（5月13日、グローバルメディアアネックス）
- 放課後…二人だけの秘密。立場逆転レズビアン 小悪魔な後輩に甘く弄ばれるドM先輩 沙月恵奈 弥生みづき（5月13日、ビビアン）
- 鍛え抜かれた肉感美ボディで誘惑し淫らにチ〇ポをこねくり回す痴女トレーナーの全15射精汗だく性交（5月13日、ケイ・エム・プロデュース）
- 私の一番ヤリたいコト。ザーメン怪盗みづき 誘惑痴女SEX精子狩り 弥生みづき（5月27日、Vitamin/妄想族）
- 弥生みづきの痴女風俗ご奉仕スペシャル 顔面どアップ誘惑中出しフルコース（5月27日、GUPPI/妄想族）
- おっさんラッキー 弥生みづき（5月27日、タカラ映像）
- 敏感乳首と早漏チ●ポを延々と生殺される寸止め射精コントロール 弥生みづき（6月6日、ワープエンタテインメント）
- 朝起きたら隣に裸の同僚が。 なぜか敏感なカラダ。どうやら私は昨夜レズ堕ちしていたようです…【2段階レズ堕ち】 小野坂ゆいか 弥生みづき（6月10日、ビビアン）
- 12脚のイスにピストンバイブを仕掛け合う究極の心理戦ピストンバイブイスゲーム 完全版（6月12日、SHIGEKI）
- いびつな性癖、勃起M男を虐めたい。 弥生みづき（6月17日、S-Cute）
- お前が私の家庭を崩壊させた最悪な女王様だから、レ○プしまくって人生崩壊させてやるよ。 夢実かなえ（6月17日、溜池ゴロー）
- 【太ももセクハラ】残業中、2人きりの社内でオキニの若手ち○ぽを連れ回し何度もムチムチ大根脚で挟みヌキするミニスカ太はり人妻女上司 弥生みづき（7月1日、スモークフィルムズ/妄想族）
- 声出したら中出し！美少女孕ませきもだめし林間学校3（7月15日、本中）
- フェラチオしてくると噂の美人看護師 弥生みづき（7月15日、ムラムラ総合病院/妄想族）
- いつでもどこでもおま○こ一つで簡単お支払い！シン・キャッシュレス決済サービス『マンPay』がある世界。（7月18日予定、DOC）
- 1日1シーンずつ見進めるリアル射精管理 弥生みづき（7月22日予定、犬/妄想族）
- デカ尻痴女のアナル見せ尻コキ 弥生みづき（7月24日予定、レイディックス）
- お世話焼きな彼女のお姉さんが甘～い誘惑尻コキ！デカ尻見せつけ杭打ちピストンで尻肉ぶるんぶるん最高のマン圧で金玉空っぽになるまで中出しで絞り抜かれた 弥生みづき（7月25日予定、h.m.p）
- 中出し部屋呑みドキュメント 可愛さと美しさの黄金比 弥生みづき（8月5日予定、パコパコ団とゆかいな仲間たち/妄想族）
- 幼馴染のレズクンニがドストライクすぎて… はじめて彼女ができた女友達のレズSEXの練習に付き合ったら、生クンニの破壊力に耐え切れず悶絶絶頂。蕩ける舐めしゃぶりでレズ堕ちしてしまいました。 二羽紗愛 弥生みづき（8月12日予定、ビビアン）
- ご奉仕に溺れる舐め犬君にダラダラ唾液をどっばどっば飲ませてひたすら痴女する下品なオンナ！ 弥生みづき（8月12日予定、グローリークエスト）

### 配信のみ
- 媚薬オイルマッサージ 痴●盗撮＆中出し素人娘VOL.17 超強力媚薬を配合したマッサージオイルを施術中に知らずに塗りこまれたオンナは、身体の火照りに驚き、チ○ポを欲しがる自分に戸惑い、垂れ出したマン汁に恥ずかしがりながらも生ハメ中出しまで欲してしまう!（2月6日、西新宿マッサージ本舗）
- 汚され性欲を抑えきれず野外輪●、承諾！見知らぬ男達の精子を恍惚顔で受け止めイキ果てる清楚妻 みづきさん27歳 弥生みづき（2月10日、ナチュラルハイ）
- 【配信専用】絶対主観で美少女から超気持ちイイねっとりレロレロ乳首舐めされつつ、ヌルヌルゴッシゴシ手コキされ精子が枯渇寸前! 7（5月1日、プレステージ）
- 【配信専用】美女の芳しいエッチな香りに包まれて… 脱ぎたて生パンティコキ!!（6月5日、プレステージ）
- 【配信専用】「変態なんですね…」美少女J●が淫語連発!! 羞恥と快楽でM男責め!!（8月7日、プレステージ）
- 清純黒髪美少女＋エッチな女子○生は好きですか? やよいちゃん（8月13日、ディレクターズ）
- 教え子 8人目 みづき（8月26日、ディレクターズ）
- 「お父さんと愛し合ってるところ… 動画に残しておいてもいい?」 一緒に住み始めて6年目に起こった連れ子と義理の父親との家族日記 弥生みづき（9月3日、AKNR）
- お兄ちゃん大好き妹が拒む兄をよそに全身リップ 隅々まで舐め上げられてフル勃起した童貞ち○ぽを騎乗位筆下ろしで何度も生中出し!（9月7日、DEEP'S）
- ミスターミチル5周年記念専属女優オーディション エントリーナンバー13 弥生みづき（9月24日、Mr.michiru）
- 【配信専用】全裸カタログ Vol.2（11月6日、プレステージ）
- 【配信専用】【妄想主観】デリヘルを呼んだらお姉ちゃんがやってきた。弥生みづき（11月20日、プレステージ）
- お兄ちゃん、パパとママが帰ってくるまでにもっとエッチしよう! 兄に抱かれたい妹と妹を抱きたい兄 両親不在の1泊2日 最後の一線を超えた日。 弥生みづき（12月12日、Hunter）
- 俺を嫌ってる巨乳姉妹を媚薬漬けにして言いなり逆3P 生意気だけどエロい身体した姪っ子編（12月14日、ナチュラルハイ）

- 【配信専用】エチエチすぎる舌技レロレロベロチュー手コキで射精待った無し! 5（1月1日、プレステージ）
- 教え子 8人目 みづき おかわり（1月8日、ディレクターズ）
- 危険日直撃!! 子作りできるソープランド26 Mr.michiru 5周年記念専属女優オーディション演技審査作品 弥生みづき（1月8日、Mr.michiru）
- 超健全なリラクゼーションサロンで働いている私は、ダメと思いつつも男性客を見ると興奮してしまうエロい女なんです。 弥生みづき（2月6日、Hunter）
- あなたよりエッチな知り合いを紹介してください! 4スケベな子の友達はヤリマンのハズ! 誰が見ても何度ヤってもエロい‘すべらない女子’をハメ倒す！みう21歳（2月12日、ホットエンターテイメント）
- 見た目も中身もエロエロ!! 黒髪美人で巨尻なビッチ系女子の気ままな休日。弥生みづき（5月8日、クリスタル映像）
- ～喉奥姦通～ 弥生みづき（5月28日、さんじのおかず）
- ライバル会社の高飛車美人研究員を催眠洗脳で凌辱制裁! おチ○ポ奴隷化したオンナはドスケベなカラダでイキまくりアヘりまくり潮吹きまくり! 弥生みづき（7月9日、SODクリエイト）
- 大好きな姉が自宅でまさかの3P屈辱処女レ〆プ 巨乳制服J系 弥生みづき（8月28日、ビッグモーカル）
- 濃密 イチャラブ近親相姦生活 姉と二人で暮らす家 弥生みづき（8月28日、ビッグモーカル）

### VR
- 新開発! 超精細カメラ撮影 オナ焦らし! ～限界まで我慢して超快楽へ導く進化型射精コントロール～弥生みづき（9月27日、CASANOVA）
- 酔っぱらって動けなくなった泥酔OLを密かに犯して生中出し 弥生みづき（9月28日、4K VR）

- HQ 劇的超高画質 自由が丘で見つけた看板娘 笑顔の眩しいパン屋さん編（1月4日、ブイワンVR）
- HQ 60fps【ハメ撮りVR】「初めて見かけたときからずっと好きでした、付き合ってください♡」恋人になった美少女J○と初デート! 帰りにイチャイチャラブラブ中出しカーSEX 弥生みづき（1月13日、こあらVR）
- 美人家庭教師とのアブナイ関係 弥生みづき（1月17日、CASANOVA）
- 黒髪制服美少女 弥生みづき（1月22日、KMPVR-bibi-）
- 女子●生みづきと只今同棲中 制服 & ブーツコスでヤリたい放題中出しSEX 弥生みづき（1月29日、P-BOX VR）
- 間違って召喚しちゃったサキュバスがエロかわいすぎてカラカラになるまで中出ししまくった童貞の僕 弥生みづき（1月29日、Cosmo Planets VR）
- 満員電車で突然キス誘惑される逆痴漢 弥生みづき（2月10日、ワンズファクトリー）
- 僕はロケバス運転手「ご結婚されているんですか?」撮影中にマネージャーの目を盗んで抜け出してきた可愛いRQに告白されて…（2月21日、ナチュラルハイ）
- 媚薬を飲ませて制服女子をイカせまくる、アナタは悪徳整体師。 部活に疲れたカラダにしみ込む媚薬ドリンク!J○2名の制服ボディをじ～っくり矯正していく長尺HQVR!!（2月28日、変態紳士倶楽部）
- 大人になった君を見て、僕は彼女の性欲を満たし切れていなかった 弥生みづき（3月10日、KMPVR）
- ツインテールの小悪魔ウェイトレス♡ 超絶美少女みづきちゃんとイチャイチャ中出しSEX 弥生みづき（3月12日、こあらVR）
- 僕だけが裸、全力で辱められるVR (CFNM)（3月17日、KMPVR）
- 絶景領域VR（4月4日、KMPVR）
- 学園祭で文系地味子が誘ってきた。 「マッサージしていきませんか?」 弥生みづき（4月13日、SODクリエイト）
- 美脚を見上げながらイカせるVR（4月16日、KMPVR）
- 「今日も一日おつかれ様でした いっぱい癒やしてあげるね」～ただ… 美女に「お疲れ様」と言われたい…そんな貴方のための特別な癒やしのVR～（5月17日、KMPVR）
- 3DVR全裸図鑑 謝礼しますのでハダカを見せてください! クンニさせてください! アナルを舐めさせてください!（5月19日、こあらVR）
- HQ60fps 美人女子銀行員 横領着服! 上司に弱みを握られ脅されて強引フェラ & 中出し（7月3日、TEPPAN）
- 女子○生の自画撮り放課後オナニーVR（7月7日、RADICAL-KMPVR-）
- 覆いかぶさりスパイダーキスVR 騎乗位で感じながらキスをねだる女たち（7月27日、SODクリエイト）
- 初共演! 弥生みづきと七瀬もなによる淫乱女子大生のドMオヤジ狩りハーレム3P体験（9月25日、CASANOVA）
- マシンガン淫語責めVR 弥生みづき/七瀬もな（10月9日、CASANOVA）
- 痴JOI!（10月9日、CASANOVA）
- 制服姿の妹が落ち込む僕を励ましながらパンチラ/ベロキス/淫語オナサポ! 密着しながら嫌なこと全部忘れるまで何度も膣内射精SEX! 弥生みづき（10月12日、V&R PRODUCE）
- 弥生みづき 客観 × 主観VR 見ただけでわかるレベルの淫乱感… 気ままで怠惰なエロボディお姉さんのビッチな一日。（10月15日、CRYSTAL VR）
- 家政婦呼んだらまさかのスク水ニーハイ姿のプリ尻娘が! ハミ出る尻肉!足に張りつくニーハイに興奮した僕は我慢できずフル勃起! 責任を感じたのかベロキス/耳舐め/ニーハイ脚コキ/濃厚フェラの挙句、騎乗位でチ○ポ挿入 !… 弥生みづき（11月2日、V&R PRODUCE）
- J●制服個室円光 弥生みづき/七瀬もな（11月13日、CASANOVA）
- ラブホなう。しかも3P。弥生みづき/真宮あや。（11月28日、CASANOVA）

- ソロキャンプ女子が熊に追われて俺のテントに転がり込んできた!! パニックVR!! 孤独な男の夜にミラクル展開炸裂! 弥生みづき（1月14日、ファンタジスタVR）
- 【全編ノーモザイク】AV女優・ブルマ・デカ尻・アナルコレクション（1月14日、V&R PRODUCE）
- セルフ射精管理VR ～痴女的なフェラチオ手コキパイズリに耐えて至高のエクスタシーを味わいたい人へ～（2月26日、CASANOVA）
- 【新基準】ほぼノーカット! 史上最高の密着サンドイッチ感! 【追撃パイズリ】と【デカ尻ピストン】のテレコ攻撃でチ●コ不能になるまで連続射精してくる僕専属Wナース（3月8日、kawaii*）
- 3DVR 本サロレストラン11 弥生みづき（3月11日、FS.KnightsVisual）
- S級総勢16名の超フェチ図鑑! 持ってけ総勢16人百科事典! vol.2 宮沢ちはる 辻井ほのか 弥生はづき 逢見リカ 夏原唯 優梨まいか 真宮あや 他超かわいい素人たちも大量放出!!（3月25日、VR総研9課）
- 「こんなにヤリまくっちゃっていいの?」300分近くエッチしまくり! テントで気が狂うほど何度も何度も5人の即パコ目当てのソロキャンプ女子とヤリまくりの無限ループ数珠つなぎFUCK!（5月12日、お夜食カンパニー）
- 「一週間だけ泊めてください!」家を追い出された巨乳W痴女の密着乳首舐めでイカされまくった緊急同居生活（5月21日、ナチュラルハイ）
- 変態フェチセレクション ひょっとこフェラ（5月26日、VR総研9課）
- あなたはどこでヌく? 最初から最後まで113分全部がヌきどころ! ヤリマンナースたちがバレないように入れ代わり立ち代わり目の前へやって来ては「誰が最初に抜け駆けSEXできるか選手権」を始めた! ヤリマンナースたちと夢のノンストップ数珠繋ぎSEX!!（5月26日、Hunter）
- 女子○生 フェチ図鑑VR 弥生みづき（5月30日、VR総研9課）
- 真夏の炎天下の狭い車内で汗だくになって肉食系カーセックスしまくりました 弥生みづき（6月25日、VR総研9課）
- 変態フェチセレクション エア天井特化騎乗位（7月21日、VR総研9課）
- 顔面直浴び特化!! 女汁まみれVR 女の子の潮、唾、尿を顔面に直接浴びせられ罵倒されているのにビンビンに勃起している僕の変態チ○ポを責められまくり何度も射精させられる!（7月22日、SODクリエイト）
- 夏の日、ゲリラ豪雨のバス停でびしょ濡れのキミと… 伊東める 弥生みづき（7月23日、TMA）
- 超ラブホなう。（7月23日、CASANOVA）
- 女子○生 フェチ図鑑VR 見せつけアナル vol.2（8月8日、VR総研9課）
- W巨乳ギャル誘惑ハーレムプールVR 夏の放課後… 水泳部顧問のボクは誰もいなくなったプールで競泳水着の教え子ギャルたちと無茶苦茶SEXをしまくった。（8月18日、kira☆kira）
- 変態フェチセレクション おしっこぶっかけ vol.4（8月22日、VR総研9課）
- 射精師 2  射精師を辞めた僕の3ヵ月後…（9月16日、unfinished）
- 変態女体図鑑フェチVR 顔中ペロンペロンの唾だらーんっのベッタベタ vol.6（10月24日、VR総研9課）
- 変態女体図鑑フェチVR おしり揉みしだき 見せつけアナル vol.2（10月31日、VR総研9課）
- マンデレ首絞め唾液妻と変態上司の禁断不倫 弥生みづき（12月24日、CASANOVA）

- 弥生みづきのフェラチオ特化 VR ～ザーメン大好き変態カノジョが丁寧にヌイてくれる～（1月7日、CASANOVA）
- 排卵日に狙いを定めて即ハメ連続中出し妊活 弥生みづき（2月18日、CASANOVA）
- 超全身舐めJ○究極ハーレムVR 足指舐め太もも舐め乳首舐め顔面舐め 唾垂らし唾飲みベロキスしまくり! 女子○生6人に身体中を同時に舐め回されながら全員と中出しSEX!! 伊東める 白桃はな 百瀬あすか 森日向子 渡辺まお 弥生みづき（3月2日、SODクリエイト）
- ウチの風呂を借りに来た天真爛漫な巨乳部下と濡れ髪のままヤリまくった!! 弥生みづき（5月15日、KMPVR）
- オタクに優しいギャルは存在したんだ!! クラスメイトのおしりと騎乗位がスゴすぎて… 弥生みづき（5月31日、KMPVR-彩-）
- 一人暮らしを始めた僕の部屋へ通う姉との近親相姦性交（6月30日、TMA）
- 行ったり来たりするケツ穴見せつけ誘惑デカ尻エステ嬢【リピート率100%】鼻腔を刺激する超接近アナルにたまらず勃起したチ○ポをなじられシャブられ肛門モロ出し杭打ち騎乗で中出ししても終わらず何度も搾り抜かれる裏オプ精巣デトックス 弥生みづき（7月31日、アリスJAPAN）
- 「危険日ですから絶対ナマで出しちゃダメですからね!」【ゴム有専門店】のソープランドで指名率No.1のGcup美爆乳S級泡姫に【こっそりゴムを外して無許可で大量中出し!】何度もイカセた早漏マ○コに白濁ザーメン… 弥生みづき（9月10日、こあらVR）
- 顔面特化アングルVR ～エロいお姉さんと「こたつの中で」びしょ濡れ髪じとぺたSEX～ 弥生みづき（10月6日、KMPVR）
- 天井特化アングルVR ～姉の友達は男を喰うのが大好きな痴女～ 弥生みづき（10月20日、KMPVR）
- 【着衣スマタ & 尻コキ特化VR】15人完全撮りおろし（11月7日、こあらVR）
- 初めて彼女が出来たのに初体験で勃起せず撃沈してたら… セックスの練習台になってくれたブラコン姉にサル並みの性欲で何度も何度も中出しVR 弥生みづき（11月17日、kawaii*）
- 最高の愛人とゴムもティッシュもない部屋で何度もヤりまくる生ハメごっくん中出しオールナイト 弥生みづき（11月30日、アリスJAPAN）
- S-Cute VR フェラチオコレクション 美少女のおしゃぶりが気持ち良すぎる口内発射8連発!（12月2日、S-Cute）

- スカートの中でこっそり生挿入をしてイキまくる!! 魅惑的な快楽を提供する大正浪漫リフレ嬢 弥生みづき（1月31日、KMPVR）
- 着衣に隠されたやわ乳 オトナになっても一途な従妹のパイズリに心を奪われるボク 弥生みづき（2月27日、KMPVR-彩-）
- 繁華街雑居ビル内にある現役J系秘密CLUBでは顔面偏差値MAXの美少女たちが絶品舐めテクで男を抜きまくり！？ 夜中に営業しているオトナの文化祭に教師のボクが大潜入SPECIAL（2月27日、KMPVR-bibi-）
- 【SEXうますぎ】つにてん 【チョロくな～る？】 弥生みづき（3月3日、BOTAN）
- 1泊2日検査入院 巨乳痴女医の早漏克服パイズリ健康診断 弥生みづき（4月21日、KMPVR）
- 突然のゲリラ豪雨で終電逃して上司のボクの家にずぶ濡れ避難してきたおっぱい部下 濡れて肌にぴったり張りついたシャツが何とも言えない興奮勃起させる 弥生みづき（4月21日、ワンズファクトリー）
- 舌と両乳首の三点で男を攻めまくるトライアングル愛撫VR（4月30日、KMPVR）
- 放課後に図書室でパイズリ密会 会うと何度でも射精させてくれる地味メガネ巨乳女子 弥生みづき（5月29日、KMPVR）
- ラブホでギャルとパパ活VR 8Kだとものすごくエロくてリアル。 弥生みづき（5月31日、レゾレボVR）
- VRでも危険日直撃！！子作りできるソープランドVR 弥生みづき（6月22日、Mr.michiru）
- 【8K超画質VR】 ほろ酔い野球女子と大興奮ワンナイトカーニバルVR 日本代表のボクのち○ぽが縦横無尽に大暴れ！！ 弥生みづき（6月27日、ワンズファクトリー）
- 私のお気に入りのパンティを見せてあげるから、オナニーしてね（8月15日、KMPVR）
- エッチしてる時もしてない時も常に接吻したがる彼女にベロキスで口を塞がれたまま射精する至高のゼロ距離ピストン性交 弥生みづき（8月31日、アリスJAPAN）
- 時間停止ワールド ～女子校大パニック～ 女子校生は犯●れていることを知らない…サイレント支配。（9月7日、SODクリエイト）
- ムチムチ汗だく巨乳姉とエアコンもない部屋でナマ中出しSEX！ 引きこもりで童貞なボク（弟）を元気にさせようと優しく甘い性教育！ビチョ汁ボディの熱気感じる！距離間＆色味バッチリ没入MAX！濃密な筆おろしVR体験！ 弥生みづき（9月26日、プレミアム）
- あなたのことが大好きな彼女みづきちゃんとず～っと密着できるいちゃラブスローセックスVR 弥生みづき（9月30日、アリスJAPAN）
- 休日いきなりウチに来た排卵日のおっとり部下が巨乳を揺らして逆種付けプレス 弥生みづき（10月9日、KMPVR）
- 倉本すみれの寸止め焦らしスローテク 弥生みづきの病みつきデカ尻爆速ピストン わびさび緩急プレイで永遠射精ループさせるギアチェンオナサポ（11月5日、kawaii*VR）
- 密室押し入れの中VR みんなでかくれんぼしていたら、僕の隠れていた押し入れに友達のお姉ちゃんが入ってきて、密着汗だく中出ししてしまったあの夏。 しーっこんなところでおっきしたの？ 弥生みづき（11月6日、本中）
- 完全拘束 3SITUATION 01 乳首責めの間 02 巨尻の間 03 射精管理の間 弥生みづき（11月26日、KMPVR-彩-）
- 癒しの顔面特化マッサージ キスまで3cmの距離で施術してくれる欲求不満な人妻さん 弥生みづき（12月4日、SODクリエイト）
- 世話焼きお姉さんがむっちむち肉厚デカ尻でパンスト尻コキ！杭打ちピストン！アナル見せつけバック！ 弥生みづき（12月21日、kawaii*VR）

- 仕事のできない僕は性欲が強すぎる女上司たちから怒られ、仕事のミスを絶倫チ●ポで償ってます。（1月4日、SODクリエイト）
- いっぱい舐めてあげるから、オナニーしてね（1月8日、KMPVR）
- VIPホテルに住む俺が超金持ち会員しか利用できない最高級コールガールを呼んだら超かわいい巨乳アイドルが来たんでむちゃくちゃに抱いて100％妊娠の種付けしてやった 弥生みづき（1月15日、HMN WORKS）
- 美女×男×おと娘 弥生みづき ちびとり（2月29日、TMA）
- 極M HEALTH 弥生みづき（5月3日、KMPVR-bibi-）
- 弥生みづきが男をスパイダー騎乗位で捕食する！！（5月30日、KMPVR）
- ようこそ！中出し射精サークルへ 男は僕1人だけ！？本中学園8人の女子に抜かれまくるハーレム中出し夏合宿【8KVR】（7月11日、本中）
- 【8K】至近距離のワキ、おっぱい、尻！美意識高めセフレのダイエットのお手伝い 弥生みづき（8月29日、SODクリエイト）
- 【8K】妻と兄の不倫SEXを覗いてしまったあの日から僕は覗き見が趣味になってしまった。 弥生みづき（9月19日、KMPVR-彩-）
- あなたと肉体関係になりたくて。彼女と別れた直後、ドエロい恰好で僕を誘惑するお隣のマキシワンピお姉さん 弥生みづき（9月21日、KMPVR-彩-）
- ぷるぷる爆乳J〇のち〇ぽシェア女子会 ボクにできた彼女もその友達も全員爆乳！！ いつでもどこでも抜かれまくる爆抜きハーレム（10月4日、KMPVR-彩-）
- 残業続きのボクがフェラ好き泥●後輩に強●連続射精させられるおしゃぶりナマ残業 沙月恵奈 弥生みづき（10月11日、KMPVR-彩-）
- 【KMPVR-彩-7周年記念特別版】聖レズ学院 貧乏の僕がテスト生として転校した先はまさかの女子校！？百合色の匂いが充満した教室ではみんなレズ！レズ！！レズ！！！花ざかりの男子禁制ハーレムLIFE（10月27日、KMPVR-彩-）
- 【VR】誠実な秘書のド変態なセルフイラマ 毎週金曜日。日々の努力の対価としてご褒美チ●ポを頂く、昼も夜も主従関係な僕たち。 弥生みづき（12月6日、KMPVR-彩-）
- 【VR】ボクのチ〇ポを貪るデカ尻アパート妻 家に旦那がいる時はサイレントで、不在の時は爆音ピストンで性欲を発散させる隣人不倫 弥生みづき（12月6日、KMPVR-彩-）
- 【VR】人間にモテない童貞の僕は禁術を使ってサキュバスを召喚したのだがケツがデカすぎて魔法陣に引っかかり身動きが取れなそうだったのでそのままイタズラしてみた☆ 弥生みづき（12月27日、DOC）

- 【VR】食い込みオナサポ 中毒性の高いフェチアングルで男を虜にするハイレグ特化VR 弥生みづき（2月22日、KMPVR-彩-）
- 【VR】【8K】領域結界 完全無敵になれる世界にようこそ…イヒッ！ この社員たちが今日も一日元気に肉便器業務に励んでくれるのだ…（2月24日、SODクリエイト）
- 【VR】どスケベ方言脳イキ拘束 ど淫乱な囁きで性ペットなボクを何度も射精に導く北九州のセフレ幼馴染 弥生みづき（3月7日、KMPVR-彩-）
- 【VR】CAになった世話焼きな幼馴染のデカ尻凄テクで抜かれまくった 弥生みづき（3月14日、DOC）
- 【VR】［おっぱぶシリーズ誕生10周年記念］都内某所にあるハメ放題のセクシーラウンジで人生終了するくらい金も精子も注ぎ込み！！（5月24日、KMPVR-bibi-）
- 【VR】以前入院していた頃の担当巨乳ナースが精子の量で健康状態をチェックしに来る中出し定期健診 弥生みづき（6月9日、KMPVR-彩-）
- 【VR】飲精フェチなごっくん女将の下品な逆夜●い。異常におトクな男性1人旅プランは、インポな旦那の代わりに男性客のチ〇ポを貪るための淫靡な罠でした。 弥生みづき（6月20日、KMPVR-彩-）
- VR】弥生みづき、望月つぼみ VR 目が覚めたら叡智な世界だった。 世界線変動率0.000001％（6月24日、ガン見隊）
- 【VR】【8K】真夏の暑い夜…30日間禁欲生活していた会社の爆尻爆乳の先輩が僕の汗に発情し馬乗りになって襲ってきた発情イキ狂いSEX 弥生みづき（6月24日、こあらVR）
- 【VR】【8K】おしゃぶり大好き舐め舐め特化メイド ハメて舐めてを繰り返すPtoMご奉仕 弥生みづき（7月7日、SODクリエイト）
- 【VR】同窓会で帰省した幼馴染10人が僕とお見合い大作戦！～女だらけの田舎村で僕1人を奪い合う超ハーレム中出し大乱交～（7月13日、本中）
- 【VR】罵倒メイドしかも3人同時ハーレム辱め淫語 ご主人様の性癖は絶対こんな愛の形があってもいいじゃないか 弥生みづき 末広純 牧野怜奈（7月20日、kawaii*VR）

### アダルトサイト
- みづき（2019年9月27日、俺の素人）
- みづきちゃん（2019年9月28日、夢中企画）
- みき（2019年10月6日、ビニ本本舗）
- みづき（2019年10月9日、俺の素人）
- みづきちゃん（2019年10月11日、FC3＠素人パコパコ動画）
- みき（2019年10月12日、Dutch Wife～清楚系妻との肉欲性交録～）
- Y・Mさん（2019年10月19日、俺の素人）
- みづきちゃん 2（2019年10月25日、FC3＠素人パコパコ動画）
- みき 2（2019年11月9日、Dutch Wife～清楚系妻との肉欲性交録～）
- 弥生アナ（2019年11月16日、俺の素人）
- みき 3（2019年12月8日、Dutch Wife～清楚系妻との肉欲性交録～）
- けいこ（2019年12月10日、E★ナンパDX）
- みき 2（2020年1月5日、ビニ本本舗）
- みき 4（2020年1月11日、Dutch Wife～清楚系妻との肉欲性交録～）
- みづきちゃん（2020年1月12日、夢中企画）
- みづき（2020年1月13日、素人ムクムク）
- みづき（2020年1月31日、シロウト急便）
- みづき 2nd（2020年2月13日、素人ムクムク）
- みーこ（2020年2月15日、しろうとまんまん）
- みか（2020年2月28日、エチケット）
- あすか（2020年2月28日、エチケット）
- づっき（2020年3月2日、しろうとまんまん）
- みづき（2020年3月24日、しろうとまんまん）
- みづき 3（2020年3月25日、俺の素人）
- みづき（2020年4月11日、パコッター）
- みづき 2（2020年4月11日、パコッター）
- 美月（2020年5月8日、素人ホイホイZ）
- みづき（2020年5月13日、俺の素人）
- まみや（2020年5月19日、性帝サウザー）
- みづき（2020年6月3日、しろうとまんまん）
- みづき（2020年6月6日、％OFF）
- みづき（2020年6月13日、J●調査隊 チームK）
- みづきさん（2020年6月25日、しろうとまんまん）
- みずき（2020年7月10日、S-CUTE）
- みづき（2020年7月27日、＃素人 ～はっしゅたぐシロウト～）
- みずき 2（2020年8月14日、S-CUTE）
- みづき（2020年8月21日、素人こねくしょん）
- みづき（2020年8月28日、Tokyo247）
- MIZUKI（2020年9月3日、素人ホイホイ）
- みづき 2（2020年9月4日、素人こねくしょん）
- みづき（2020年9月6日、マジックミラー号ハードボイルド）
- みづき（2020年9月20日、ボクとカノジョ。）
- みづき（2020年10月10日、バイトちゃん）
- みずき（2020年10月29日、パコッター）
- みづき（2020年11月5日、P-WIFE）
- みづき（2020年11月13日、素人こねくしょん）
- みづき（2020年11月21日、やり狂う! スケベなセフレ達）
- MIZUKI（2020年12月11日、俺の素人）
- みずき（2020年12月21日、E★人妻DX）
- Mizuki（2020年12月25日、俺の素人）
- みづき（2021年1月11日、G-AREA）
- みづき 2（2021年1月16日、バイトちゃん）
- やよい（2021年2月15日、アイドリ）
- 美月（2021年3月5日、アルバトロス）
- みづき（2021年3月19日、ヒルズ妻）
- みづき 2（2021年3月19日、ヒルズ妻）
- みずき（2021年3月19日、シロパコ）
- みづき（2021年4月8日、俺の素人-Z-）
- やよい（2021年5月12日、素人おまん娘）
- 楓（2021年6月4日、ION イイ女を寝取りたい）
- みづき（2021年8月20日、フライデー）
- Yayoi.（2021年8月20日、素人CLOVER）
- 看板書記長（2021年9月15日、素人ホイホイsweet!）

- 【初撮り】【モデル顔のS級美女】【20歳の絶頂物語】瑞々しい肌のモデル級美女の痴態。20歳の大学生は男のテクに何度絶頂するのか.. 応募素人、初AV撮影 100（2019年9月28日、シロウトTV）
- 皇居ランニング中の美人人妻をガチ口説き!! けしからん卑猥な桃尻で痴漢を誘発welcome! 痴漢されパン染みべっちょりマ○コの濡れが凄いんじゃ! Tバックで着飾った尻も全裸の尻も舐め回したくなる卑猥神尻! 尻肉バシバシっ叩きつけ膣の奥にたっぷり生中出し3連発! 尻に始まり尻を愛で尻に終わる、ぷりぷり桃尻づくし!!（2019年12月3日、プレステージプレミアム）
- 揺れる桃尻! 食い込むパンティ! 美人女子大生にフェラ抜き×中出し × ぶっかけ! セフレとのハメ撮り映像流出! お口とオマ○コの無限ループ! 私が満足するまでは帰らせない! エロしかない濃密80分! ＜エロい娘限定ヤリマン数珠つなぎ!! ～あなたよりエロい女性を紹介してください～47発目＞（2019年12月21日、プレステージプレミアム）
- ザ・清楚系美女がジョバジョバと大量失禁!! 気持ち良すぎてよだれ垂れ流し悦びイキ連発!! こんな美人がビヤクでキマッてだらしなくなる姿最高かよ!! 夢にまで見たムチムチ桃尻にかぶりつき揉みしだく! 激ピストンで揺れる弾ける踊る尻肉パラダイス!!【ビヤクで××しませんか? ～美人セラピストがお漏らしアクメで覚醒!の巻き～】（2020年3月27日、SUKEKIYO）
- 小悪魔的淫乱爆弾級美巨尻後輩美少女捕獲完了!? なんか中国語みたいですが… おっきいお尻の超絶美少女を酔いどれハメ撮りに誘ったら予想以上に淫乱で杭打ちピストンバック騎乗位で熱烈歓迎されちゃいましたww（2020年3月28日、プレステージプレミアム）
- 路上の美爆尻の美少女天使を発見!! 食欲を満たすと性欲を満たしたくなる悲しい性とは…!? 週30性交希望のバケモノ級の欲求が詰まった鬼美尻を生チン挿入&激ピストンで性欲モンスターを退治せよ!! 【エロ都市伝説ファイル 12 路上の美爆尻美少女はまさに天使!? 食欲と性欲がモンスター級の神美少女を生チンで鎮めよ!!】（2020年5月26日、プレステージプレミアム）
- 新人未経験のデリヘル呼んだら… 幼馴染の女神ちゃんがやってきた件!! たわいもないおしゃべりでもイチャイチャとジャレてくる無邪気さが死ぬほど可愛い! 唾液じゅるじゅるのフェラチオで精子を口一杯に射精させる天性のどスケベ美少女! プッニプニの尻肉を波打たせ、感じるたびにヒクヒク伸縮する丸見えアナル! 超弾力 & 迫力満点の桃尻スペシャル!!（2020年6月20日、プレステージプレミアム）
- みずき(22) S-Cute 恥じらう純白美少女に顔射SEX（2020年6月21日、S-CUTE）
- 【今季最大の衝撃!】 黒髪スレンダーな美容部員を彼女としてレンタル! 口説き落として本来禁止のエロ行為までヤリまくった一部始終を完全REC!! 浅草寺食べ歩きデートとグランピングを二人で仲良く楽しんだ後は、ホテルで網タイどすけべランジェリーに着替えさせて、いちゃラブハメ撮り!! 「ゴム… いらないよ?」とまさかの避妊拒否! 生チンでイカせまくると「そのまま中に出して!!」とおねだり!! 二回戦目は激イキしながら「精子飲みたいからお口に出して!!」と懇願するドエロ娘!!!【見た目は清楚・中身はド淫乱!!】（2020年7月5日、プレステージプレミアム）
- みづき(22) S-Cute With 制服姿でハメ撮りH（2020年8月2日、With ）
- 俺のことが大好きな可愛すぎる妹とラブホでいちゃラブSEX たまらず顔射ぶっかけ & 鬼ピストン生ハメ激アクメ!（2020年8月14日、素人こねくしょん）
- 嫌がりながら外でパンツ見せてくれた神カワ新入社員とそのままホテル直行生ハメ中出し♪ （2020年8月28日、素人こねくしょん）
- 「お父さんと愛し合ってるところ…動画に残しておいてもいい?」 一緒に住み始めて6年目に起こった連れ子と義理の父親との家族日記 弥生みづき（2020年9月3日、AKNR）
- 久保田梢（2020年9月23日、舞ワイフ）
- 久保田梢 2（2020年9月23日、舞ワイフ）
- 【妄想主観】デリヘルを呼んだらお姉ちゃんがやってきた。 弥生みづき（2020年10月9日、ONETIME）
- 【伝説回】【世界クラスの淫獣×中出し4連発】ギャルしべ長者の歴史を塗り替える伝説的神回爆誕!! 世界クラスの絶頂モンスター! 世界クラスの爆乳爆尻スタイル! 世界クラスの中出し! 世界クラスのAV爆誕! このGALは誰にも止められない! そして伝説へ…の巻【ギャルしべ長者36人目 ゆずき】（2020年10月24日、Jackson）
- みづき（2020年10月31日、TOKYO247  ）
- 結婚式帰りの清楚な正統派美女を突撃ナンパ!! 艶やかな真紅のドレスに包まれた美体はどこを触られてもエロスイッチが入る全身性感帯…。エッチ中も笑顔を絶やさない大和撫子にドクドク中出し♪（2020年11月7日、まんまんランド）
- 【神ギャル核融合SP】イ●スタにエロい自撮りを載せる、VRサイクルのスタッフ(2名!!)をSNSナンパ!! キャンピングカーを貸し切って豪華グランピングへ生ハメ中出しトリップ!! 最強スタイルの二人はひたすら潮を吹きまくる超絶どエロ体質!! 爆イキしながら潮を飲み合い、中出しした精子も飲み合う! タイマンSEX、Wフェラ、レズ絡み、連続ハーレム3P… なんでもアリの超絶濃厚3時間!!!【イ●スタやりたガール。神回スペシャル】 （2020年11月21日、Janet）
- 【ハロウィン2020、妖艶半鬼の女】渋谷のﾊﾛｳｨﾝに突如現れたエッチ術の使い手竈○禰○子。封竹を口から外し欲望のままに人を貪り喰う姿はまさに淫鬼! 男柱が立ちはだかるもエッチ術【爆尻(ﾊﾞｯｹﾂ)】で一網打尽! 負けじと男柱もデンマクリ直撃ぶっかけ潮吹き、HARDピストン絶叫イキで中出し & 顔射!! 最後は鬼牙精子吸飲で男柱達をノックアウト! 鬼おそるべし! （2020年12月5日、prestigepremium）
- 効果薄の媚薬ジェルを試したらセックスレスが長すぎて抜群に効いちゃった! 玉まで舐めるチ○ポ好き奥さま!（2020年12月21日、E★人妻DX）
- 【空前絶後の狂乱絶頂】【生ハメ2連発】【すんごい痙攣】【爆乳爆尻】【G-cup】 一足遅いメガプレゼント!! 空前絶後! 超絶悶絶! 無限痙攣! とんでもサンタが電撃降臨! 揺れる乳に揺れる尻、圧倒的パーフェクトボディのエロ神降臨!!【ギャルすたグラム #007】 （2021年1月15日、はめチャンネル ）
- ばしゃばしゃ潮吹き天使クラス美少女降臨!! まだまだ成長中えちえちFカップもビンカンの全身性感帯ナチュラルボーンド淫乱theエッチSEXなおスケベ女神様!! もちろん生チン派のフカフカ名器ま○こに連続中出し3連発!! 昇天しすぎて天国のドアをノックしちゃいました♪編/パパ活成敗/十八人目 （2021年1月24日、prestigepremium）
- Mizuki （2021年2月3日、俺の素人 ）
- マジ軟派、初撮。 1598 福岡から東京へやって来たのに宿無しになってしまった女子大生をホテルへ連れ込み! 押しに弱くて受け入れてしまったSEXで良反応連発! 時折飛び出す方言に萌えろ!!（2021年2月14日、ナンパTV ）
- みづき（2021年2月18日、やり狂う！スケベなセフレ達）
- 家まで送ってイイですか? case.171「痛いと興奮するんです…」吉○里帆似の変態マーベラス! 強振ビンタに泣いて喜ぶメス犬マ○コ! ⇒大量の電マ…恥ずかしすぎるナイトルーティン⇒涙目で懇願!「もっとビンタして下さい」⇒「ゴメンなさいイキますイキますゴメンなさい」⇒ノドで昇天! 顔面崩壊! 窒息イラマ⇒笑顔の姉妹愛! 「姉よ、病魔と闘うな」 （2021年3月5日、ドキュメンTV）
- みづき（2021年3月22日、G-AREA ）
- プライベートスマホハメ撮り! 激カワ制服ちゃんとやりたい放題【個人撮影】（2021年3月30日、シロパコ）
- みづき（2021年3月31日、れいわしろうと）
- みづき（2021年4月8日、俺の素人-Z-）
- 【博多美人の乳の主張! デカい乳輪! 波打つデカ尻】全てが規格外! 九州弁で喘ぐ想定外のご当地セックスの魔術師! デカチンイラマで泪を浮かべて「くるしいぃ幸せ」複数の電マでアソコを刺激すると「待ってぇそれヤバい! キモチすぎる」頭で拒絶? 体は欲っす! 制御不可避な受諾一筋!「もっと! もっとしたい! いっぱい挿れて!」濃厚ザーメン注入作戦決行！激ピスからドピュっと顔射!【女子旅ナンパ＃上京ちゃんが毎度おさわがせします#10みづきちゃん(25歳/就活中)の巻】 （2021年4月9日、FALENOTUBE）
- 【泥酔×美人巨乳】MAYAちゃん★待ち合わせから泥酔状態!? 溢れそうなおっぱいを頂きますっ!! デカチン頬張りよだれダラダラw顔面騎乗位でしゃぶり尽くすッ!! 豪快潮吹きからのバックでガン突いて中出しオールインwww【YORU★like.3】（2021年6月9日、SUKEKIYO）
- どっから見ても可愛すぎるとびきりの美少女!! こぼれそうな爆乳に潮噴射が止まらないツルッツルの水源マ●コ…ステータスをエロに極振りした絶倫美少女と枯れるまでヤリまくる!! 後世に語り継ぎたいSEXご覧あれ!!!：今日、会社サボりませんか? 35 in新宿 （2021年6月14日、prestigepremium）
- 【素人・コンカフェ店員】流出ハメ撮り 休日レイヤーのプライベート撮影会 20歳の美少女マンコに大量中出し（2021年7月1日、いんすた）
- 《個人撮影》流出 清楚系局アナ不倫映像 在京局アナウンサーが深夜ラブホ密会でストレス解消本気の中出しSEX（2021年8月20日、フライデー）
- Yayoi （2021年8月20日、素人CLOVER）
- 美月(21) 素人ホイホイZ・素人・博多美人・真面目むっつり・OL事務・SEX激しい・美少女・色白・美乳・美脚・ハメ撮り（2021年8月23日、素人ホイホイZ ）
- 痴女化素人100%! ダメ男矯正企画で女子大生が痴女覚醒!!! 慈愛ビンタ、首絞め騎乗位etc…非モテ男子を優しくイジり倒す!!（2021年10月1日、黒船）

- 【秘宝級・プラチナレア】18歳 ガチ可愛い 現役アイドル声優の卵ちゃん時代のプライベートセックス映像 炎上覚悟で晒しますｗｗ【文春レベルで流出ｗ】【個人撮影・素人】（2019年9月27日、令和美少女　ゼロ号機）
- 【絶世の美女】本物女子アナウンサーガチナンパ　生中出しSEX【鬼ヤバプレミア】（2019年10月13日、【旧垢】ちんぴく寺舎利殿）
- 現役CAとハメ撮り★美スレンダー客室乗務員24歳が彼氏に内緒でナンパちんこでイキまくるザーメンごっくんSEX♡（2019年11月6日、承諾済み素人ハメ撮りアカ）
- 個撮】ルックス最強な美人CAと中出し個人撮影! ゴリ責めと人生初の生チンポ交尾でイキすぎて頭がぶっ飛び白目むきだし!【販売承諾済み】（2019年11月12日、承諾済み素人ハメ撮りアカ）
- 《限定》【電車チカン】【中出しSEX】クリーム色　原液受験生　＃3（2020年2月14日、ましりと）
- 【フェラはセクハラに入りません】おしゃぶり大好きOL大集合! 会社イチの美人たちが学生チ〇ポを咥えた途端に雌の顔。テレワーク期間にコッソリ行われていた、しゃぶ活流出映像【口内射精】【痴女】（2020年6月23日、シャク八郎）
- 【野外露出】自撮り露出しながら脳内H妄想中の激カワ美少女に凸してみた／16絶頂2発射【個撮】（2020年8月1日、あうとどあ仙人1号）
- 【個撮】色白モデル級スタイルＪＤの私服動画を撮影! 美乳も晒してY●uTubeではアップ不可能な未公開動画（2020年8月8日、ぴえんちゃん）
- 【個撮】芸能人級ルックスなスリムＪＤのコスプレ姿を激写! マル秘の映像を限定公開（2020年8月16日、ぴえんちゃん）
- 個撮）すごい美人です! ジュボジュボピストン! スケベな音を出しながら見つめてフェラチオ（2020年8月23日、ナラてんぐ）
- 【露出×ごっくん】イラマ喉イキJD1泊2日露出旅行／淫語セルフイラマで嗚咽ごっくん口内発射2発【神回①】（2020年8月28日、あうとどあ仙人1号）
- 【露出×ごっくん】イラマ喉イキJD1泊2日露出旅行／野外放〇・淫語フェラ／絶倫21回イキ2発射【神回②】（2020年8月28日、あうとどあ仙人1号）
- 【露出×ごっくん】イラマ喉イキするJD（21歳）1泊2日露出旅行／喉チンコ＆マンコでＷイキ連発3発射【神回③】（2020年8月29日、あうとどあ仙人1号）
- ＃45やよい　猟奇的にかわいい彼女との最高に楽しい本気のセックス。【個人撮影】【はめ撮り】【高画質】（2020年11月26日、イチャラブヘイタ）
- みづき PWIFE-689（2020年12月14日、PWIFE）
- 【満点エロっ娘】みづき☆巨乳好き、美尻好き、可愛い子好き、エロい子好き、コス好き、イチヤ好き、Mっ娘好き…1個でも当てはまる方は1度商品ページ見て下さい。ちなみに全要素含まれてます【特典付・割引中】（2021年2月4日、北千住ハメ撮りサークル）
- 【現役レイヤー】コンカフェ店員 流出フェラ 敏感すぎるCカップ美女20歳　常連客との職場フェラデータ　（高画質データ）（2021年2月10日、超時空夢幻カメコ）
- プライベートスマホハメ撮り♡ 激カワ制服ちゃんとやりたい放題【個人撮影】（2021年2月18日、えちえち動画）
- 【素人・コンカフェ店員】流出ハメ撮り　休日レイヤーのプライベート撮影会　20歳の美少女マンコに大量中出し（高画質SEXデータ付き）（2021年2月19日、超時空夢幻カメコ）
- 個撮 根こそぎ吸い込む!【バキュームフェラ】美人の顔がくずれる吸引力でザーメン絞られました。（2021年2月26日、【フェラチオハンター】りょう）
- 【弥生み〇き】完全プライベート流出! いちゃえろセックス（2021年6月12日、ひみつのやまとちゃん）
- 【弥生み●き】完全プライベート流出! コスプレ生中出し! いちゃえろセックス（2021年7月17日、ひみつのやまとちゃん）

- W特典付き【電車痴漢】★顔出し制服JK★戸○恵梨香似の超絶美少女を駅トイレで昏睡させてヤリたい放題★中出し2回★42分超（2020年2月28日、ゆず故障）
- 【睡◎姦】【着替え＆パンチラ】【特典4本】都内私大英文科ゼミ合宿・女子ゼミ生2名①【Pcolle限定最高画質版】（2020年5月29日、K.Ui）
- 【睡◎姦】【着替え＆パンチラ】【特典4本】都内私大英文科ゼミ合宿・女子ゼミ生2名②【Pcolle限定最高画質版】（2020年6月6日、K.Ui）
- 【睡◎姦】【着替え＆パンチラ】【特典4本】都内私大英文科ゼミ合宿・女子ゼミ生2名③【Pcolle限定最高画質版】（2020年6月12日、K.Ui）

「HAPPY FISH」
- h589 長浜 弥生（2019年10月17日）

「デジグラ」
- 弥生みづき（2019年10月25日）

「舞ワイフ」
- No.967 久保田梢（2019年10月30日）
- No.994 久保田梢（2020年2月3日）

「S-Cute」
- #764 Mizuki（2020年4月17日）

「TOKYO247」
- 弥生みづき（2020年4月20日）

### 女性向けアダルトビデオ
- いっぱい焦らされ腰砕け♡ ふやけちゃう程感じる最高エッチ 東雲怜弥 弥生みづき（2022年5月13日、SILK LABO）

### イメージDVD
- 有名大学ミスコングランプリ美少女 セミヌード出演 丹羽あおい（2020年4月24日、スパイスビジュアル）
- 君を待ってる 弥生みづき（2020年7月23日、Superlative）
- Instinctive Nude ～本能のままの裸体～ 弥生みづき（2021年1月23日、Precious Beauty）
- みずき裸身 弥生みづき（2023年1月6日、FANDS）

## 書籍

### 写真集
- LOVE,LOVE,LOVE（2020年7月27日、ジーウォーク、撮影:14y.ムラミツ）ISBN 978-4867170595

### 電子書籍
- 素人ですがなにか? J●家出娘銀行員タピオカ屋店員色んな素人集めました。（2020年3月10日、ブイワンVR）
- なぁ兄貴、俺みたいなクズに自慢の嫁がとっくに寝取られている気分はどうだ? 弥生みづき（2020年5月1日、七狗留）
- i完全主観で楽しむ弥生みづきとの新婚生活（2020年7月1日、エモーション）
- 秘書in…（脅迫スイートルーム） 弥生みづき（2020年7月29日、HAME×ドリームチケット）
- 連続中出し濃密メンズエステ! 無限射精種絞りオイルマッサージ 弥生みづき（2020年8月7日、MAXING美少女写真集）
- ヒメゴト写真集 No.009（2020年11月6日、kmp写真集）
- FLOWER 弥生みづき vol.01（2020年12月11日、FLOWER）
- ブイワンSSS級美少女 企画てんこ盛りBEST 超厳選!! 12名（2020年12月29日、ブイワンVR）

## 出演

### ウェブテレビ
- 志村＆鶴瓶のあぶない交遊録 大最終回スペシャル（2021年1月2日、ABEMA）リモート美女・みづきち役
- 愛のハイエナ（2025年1月14日 - 2月4日[45]、ABEMA）[46]

### CS
- もう!バカリズムさんの超H! #63（2025年7月14日、フジテレビONE）

### 舞台
- GIGAスーパーヒロインライブ vol.4（2023年1月7日、秋葉原From Scratch）- プリズムピンク 役[47]